# Personaggi di Gintama
Questa voce contiene un elenco dei personaggi che compaiono nel manga e nell'anime di Gintama.

## Agenzia Tuttofare
L'Agenzia Tuttofare, conosciuta nella versione giapponese come Yorozuya Gin-chan (万屋銀ちゃん), è il nome dell'agenzia del libero professionista Gintoki Sakata. Gintoki gestisce i suoi affari da un appartamento al secondo piano, dove paga l'affitto a Otose. Come implica il nome, questi affari consistono nell'accettare qualsiasi lavoro per un dato prezzo. Lui e Kagura vivono lì e occasionalmente anche Shinpachi. Nei capitoli seguenti, Gintoki rivela che prima di incontrare Shinpachi e Kagura lavorava all'Agenzia insieme a tre persone di origini africane, che ha poi scaricato nel fiume quando avevano pianificato di abbandonarlo o di uscire con altra gente.

### Gintoki Sakata
Gintoki Sakata (坂田 銀時?, Sakata Gintoki), conosciuto anche in passato con il nome di Shiroyasha (letteralmente Demone Bianco), è il protagonista della serie. Fondatore dell'Agenzia Tuttofare (Yorozuya), è un potente samurai che vive in un'era in cui le tradizioni dei guerrieri con le katane non vengono più ritenute necessarie; la sua peculiare caratteristica sono i capelli ricci naturali di color argento, anche se spesso si lamenta dei suoi capelli scarmigliati ritenendoli la causa della sua sfortuna, tanto da arrivare ad affermare "se avessi un figlio combatterei fino alla morte perché non ereditasse il gene dei capelli mossi"; inoltre gli viene spesso rimproverato dai suoi conoscenti di avere uno "sguardo da pesce lesso". Avido lettore della rivista Weekly Shōnen Jump e golosissimo di dolci (i suoi piatti preferiti sono il parfait al cioccolato e riso con i fagioli dolci azuki), caratterialmente Gintoki è molto pigro e indolente, oltre ad avere il vizio del gioco d'azzardo e ad essere un pervertito. La sua arma principale, anche a causa del divieto di portare le spade imposto dagli Amanto, è un Bokken con su scritto "Lago Toya" (洞爺湖?) con la quale Gintoki è in grado di tagliare qualsiasi cosa ed in grado di resistere alle ben più performanti spade d'acciaio, nonostante si tratti di un'arma di legno. È inoltre estremamente superstizioso e ha letteralmente il terrore dei fantasmi e degli spiriti, tanto che anche il solo accenno della loro presenza gli fa accapponare la pelle. Non si sa praticamente nulla delle sue origini, salvo che era un orfano che, impadronitosi di una spada, cominciò a girovagare per le contrade del Giappone prendendo parte a sanguinose battaglie e guadagnandosi la nomea di demone divoratore di cadaveri. Le storie su questo demone-bambino giunsero alle orecchie del maestro Shouyou, il quale si mise alla sua ricerca e, una volta trovatolo, lo invitò a seguirlo e a entrare nella sua scuola per samurai la Shouka Sonjuku. Per Gintoki il maestro Shouyou fu come un padre dal quale apprese la via della spada, oltre che a leggere e a scrivere; durante il periodo trascorso alla Shouka Sonjuku conobbe quelli che sarebbero diventati i suoi migliori amici e futuri commilitoni: Kotarou Katsura, Takasugi Shinsuke. Un giorno tuttavia, il loro maestro Shouyo venne rintracciato da un'organizzazione di assassini del governo e portato via per essere condannato a morte per tradimento su ordine dell'allora Shogun Sada Sada. Lo disperazione per la perdita del loro maestro convinse gli studenti della Shouka Sonuiku a unirsi alla fazione espulsionista nella guerra contro gli Amanto, durante la quale Gintoki divenne uno dei generali dell'esercito ribelle, noti anche con l'appellativo de "I Quattro Re Celesti"; nel corso del conflitto divenne uno dei guerrieri più temuti dagli Amanto, tanto da guadagnarsi il soprannome di Demone Bianco a causa della sua ferocia in battaglia e per l'abitudine di indossare vestiti bianchi. Dopo la guerra, terminata con la sconfitta dei Joui, Gintoki venne inizialmente arrestato e condannato a morte, ma venne salvato dal boia che, impietosito da una condanna ritenuta ingiusta, aiutò il giovane e molti suoi ex-commilitoni a fuggire dalla prigione. Successivamente Gintoki si ritirò nell'anonimato, giungendo a Edo e conducendo per un po' la vita da senzatetto finché, mentre sostava in un cimitero cibandosi delle offerte ai defunti, non incontrò la vecchia Otose la quale, impietosita dal suo essere randagio, si offrì di ospitarlo nell'appartamento sopra il suo snack-bar. Per guadagnarsi da vivere Gintoki ha fondato la Yorozuya (Agenzia Tuttofare) e, come sta ad indicare il nome, accetta qualsiasi lavoro in cambio di denaro, tranne gli omicidi e i furti. Ad accompagnarlo nel corso del tempo si sono uniti a lui Shinpachi, Kagura e il suo animale da compagnia Sadaharu. A seguito della sconfitta della Principessa Pavone Kada e al ritiro di Jirochou in campagna, Gintoki è diventato uno dei Quattro Deva che controllano Kabukicho, assieme a Otae, Kurogoma Katsuo e Azumi.

### Shinpachi Shimura
Shinpachi Shimura (志村 新八?, Shimura Shinpachi) è uno dei tre protagonisti della serie, membro della Yorozuya e fratello minore di Tae Shimura. È un adolescente di all'incirca sedici anni che indossa un keikogi blu e porta gli occhiali; nel corso della serie molti personaggi affermano che la stessa essenza di Shinpachi risiederebbe negli occhiali, tanto che in un'occasione Gintoki arrivò ad affermare che il personaggio del ragazzo fosse composto al 95% da occhiali, dal 3% di acqua e dal 2% di spazzatura. Si può supporre che i problemi di vista di Shinpachi siano stati causati dalla pessima cucina di sua sorella, la quale è in grado di preparare soltanto delle pietanze bruciate e tossiche. Assieme alla sorella vive nel vecchio dojo di famiglia; essi lo hanno ereditato dal loro padre Ken Shimura, ma attualmente è decaduto poiché, successivamente al divieto di portare spade imposto dagli Amanto, il dojo perse i suoi studenti e alla fine il padre dei due ragazzi contrasse molti debiti prima di morire di malattia, lasciandoli orfani e in difficoltà economiche. Per tirare avanti, Shinpachi iniziò a lavorare in un ristorante, dove veniva continuamente angariato dai clienti Amanto, finché degli alieni non gli fecero uno sgambetto causando il rovesciamento del parfait al cioccolato di Gintoki. Inferocito, il samurai diede una sonora lezione agli Amanto, e in seguito tentò di scaricare la colpa su Shinpachi che a causa di ciò perse il lavoro. Per rimediare Gintoki aiutò il ragazzo a salvare sua sorella da uno strozzino che voleva obbligare la ragazza a lavorare in un bordello per ripagare i debiti lasciati dal padre. Una volta salvata Otae dalle grinfie degli Amanto, Shinpachi ha cominciato a lavorare con Gintoki alla Yorozuya, diventandone al tempo stesso socio e allievo sulla via del samurai. In genere ricopre il ruolo della persona seria della Yorozuya, ma anche se critica costantemente il comportamento indolente di Gintoki lo considera una persona importante per lui, insieme a Kagura. Nonostante l'apparenza, Shinpachi è un competente spadaccino della tecnica insegnata dalla sua famiglia, il Kakido-Ryu. È anche il capitano delle “Guardie Imperiali di Otsu”, un fan club della cantante Otsu: prende il suo ruolo molto seriamente, tanto da aver imposto una disciplina militare ai membri del club e arriva a punire con severità coloro che osano provare interesse per altri idoli e donne al di fuori di Otsu. Doppiato in originale da Daisuke Sakaguchi e da bambino da Natsumi Takamori, e in italiano da Daniele Raffaeli (episodi 1-48) e Mosè Singh (episodio 50+), e da bambino da Francesca Tretto.

### Kagura
Kagura (神楽?, Kagura) è ragazzina Amanto appartenente al potente e temibile clan Yato (considerata la razza aliena più forte e assetata di sangue dell'universo) che ricopre il ruolo di protagonista femminile della serie. Nonostante l'aspetto di ragazzina innocente, Kagura in realtà è una specie di maschiaccio, che parla in modo schietto e perverso, mangia in maniera scomposta e non si fa scrupolo di ricorrere alla violenza: ciò è dovuto al fatto che Sorachi non trovava credibili i personaggi femminili di altre opere, perciò decise di rappresentare l'eroina di Gintama in una prospettiva anti-femminilista, la prima del suo genere. All'inizio della storia di Gintama, Kagura afferma di essere arrivata sulla Terra per guadagnare soldi da spedire alla famiglia, anche se successivamente viene spiegato che in realtà si traferì sulla Terra nel tentativo di sfuggire alla sua violenta eredità di Yato e trovare un posto da poter chiamare casa. Una volta arrivata a Edo venne assunta come sicario da una banda di malviventi ma, quando le ordinarono di uccidere i membri di una banda rivale, fuggì; fu durante la fuga che incontrò Gintoki e Shinpachi, i quali inizialmente la investirono accidentalmente con lo scooter di Gin, e poi, dopo averla aiutata ad affrontare i suoi vecchi datori di lavoro, la presero a lavorare con loro nell'Agenzia Tuttofare diventando per lei una sorta di famiglia. È la figlia di Umibozu, cacciatore di mostri spaziali e uno degli Yato più forti della galassia, considerato letteralmente una leggenda vivente. Si presenta poco dopo sulla terra per cercare Kagura, constatando che la sua natura brutale potrebbe mettere in pericolo i suoi amici e le persone che la circondano, ma Kagura rifiutò di obbedirgli essendo stata abbandonata da lui in passato; alla fine Umibozu accetterà la scelta di vita della figlia, vedendo che è stata in grado di trovare degli amici che le vogliono bene e sono in grado di prendersi cura di lei. Ha anche un fratello maggiore di nome Kamui, ma l'ha praticamente rinnegato dopo che questo ha abbandonato la famiglia, dopo aver cercato di uccidere loro padre, unendosi alla flotta degli Harusame. Vive assieme a Gintoki nell'appartamento sopra lo snack-bar di Otose e hanno una strana relazione fratello maggiore-sorella, con lei imita comunemente le cattive abitudini di lui oppure assume nei suoi confronti atteggiamenti petulanti da madre. In quanto Yato Kagura ha una pelle altamente sensibile alla luce del sole, che può anche rivelarsi fatale, perciò tutte le volte che esce all'aperto utilizza un parasole viola per proteggersi; questo parasole è anche l'arma tipica dei membri del Clan Yato, infatti è a prova di proiettile e ha un mitragliatore incorporato, anche se Gengai l'ha modificato rendendolo capace anche di sparare bombe energetiche. A causa del suo sangue Yato, è incredibilmente forte (tanto che può fermare uno scooter in corsa con una mano); forza che, tuttavia, non riesce a controllare perfettamente e ha causato la brutta fine di molti dei suoi animaletti, prima dell'arrivo di Sadaharu. Ha anche un insaziabile appetito, che la rende in grado di consumare grandi quantità di cibo in pochi secondi. La si vede spesso prendere parte ai giochi con altri ragazzini del vicinato, come calcia il barattolo, nascondino e la lotta tra scarabei; durante una delle sue uscite ha conosciuto Soyo, sorella minore dello Shogun Shigeshige, con la quale ha stretto una forte amicizia. Considera Sougo Okita un rivale e compete spesso contro di lui, sia con scontri verbali che fisici. Doppiata in originale da Rie Kugimiya e in italiano da Gemma Donati (ep. 1-48) e Jolanda Granato (ep. 50+). La sua versione maschile è doppiata in originale da Koji Ishii e in italiano da Davide Fazio.

### Sadaharu
Sadaharu (定春?, Sadaharu) è un inugami abbandonato dalle sue precedenti proprietarie (le sacerdotesse gemelle Ane e Mone) e adottato da Gintoki e Kagura, la quale l'ha chiamato così in memoria del suo primo animaletto, e che da allora ricopre il ruolo di mascotte dell'Agenzia Tuttofare. Prima di essere adottato dalla Yorozuya viveva presso il tempio del Drago assieme alla sorella Komako, ma dopo che gli Amanto sfrattarono le sue padrone e abbatterono il tempio per costruire il Great Terminal, Sadaharu divenne troppo oneroso da mantenere, così Ane, nonostante il disappunto di Mone, decise di abbandonarlo davanti alla sede della Yorozuya perché se ne prendessero cura; inizialmente Gin era contrario ad adottarlo, anche perché gli mordeva ferocemente la testa, ma dietro le insistenze di Kagura e dopo averlo salvato da un tentativo di rapimento da parte del Principe Hata, ha accettato di tenerlo e ne è diventato il padrone assieme a Kagura. Sadaharu si presenta come un enorme cane bianco, alto più di 1,70 e pesante quasi 300 kg, tanto che può essere tranquillamente cavalcato da due persone adulte. È affezionatissimo a Kagura, la quale è l'unica in grado di controllarlo in qualche modo, grazie alla sua immensa forza e resistenza che la rendono praticamente immune ai potenti morsi di Sadaharu: ha infatti la tendenza a mordere qualsiasi cosa più piccola di lui, come la testa di Gintoki o di altri che suscitano la sua antipatia, ed è refrattario ad eseguire gli ordini che gli vengono dati, preferendo in genere agire come meglio gli aggrada; è inoltre piuttosto vorace e mangia grandi quantità di cibo per cani oppure qualsiasi cosa che trova per strada (nell'arco narrativo Kintaro Arc ha addirittura ingoiato una sexy-doll intera). Benché generalmente Sadaharu si comporti come un normale cane, in virtù della sua natura di Inugami è in grado di percepire cose che sfuggono ai normali esseri umani, come spiriti e proiezioni mentali; dispone inoltre di una discreta intelligenza, superiore a quella dei normali cani, che gli permette di capire le varie situazioni in cui si trova coinvolto e agire di conseguenza. Viene inoltre rivelato che se ingerisce latte e fragole, Sadaharu può risvegliare la sua forma demoniaca, praticamente quadruplicando le proprie dimensioni e trasformandosi in un feroce mostro dotato di poderose fauci e corna, ma incapace di controllarsi, tanto da non riuscire a distinguere gli amici dai nemici. Nonostante fosse pericoloso la prima volta che Gintoki lo accolse in casa sua, nel corso della serie divenne piuttosto docile, tanto da arrivare ad obbedire anche agli ordini di Gintoki, mentre più volte ha fatto capire di compatire Shinpachi, considerandolo un otaku sfigato e senza speranza. Doppiato da Mikako Takahashi e in italiano da Erica Laiolo (ep.50+).

## Abitanti di Kabuki-cho

### Otose
Otose (お登勢?, Otose) il cui vero nome è Ayano Terada (寺田 綾乃?, Terada Ayano) è la padrona di casa di Gintoki, il quale abita in un appartamento sopra il suo snack-bar, ed era uno dei quattro generali che governavano Kabukicho. Vedova del leggendario poliziotto Terada Tatsugoro ed amica d'infanzia del mafioso Jirochou, da giovane era una donna molto bella e, nonostante il carattere burbero di facciata, ha sempre avuto un animo generoso: in gioventù venne licenziata dal padrone del ristorante dove lavorava perché dava da mangiare di nascosto ai poveri e ai bambini, ed è sempre stata una donna di buonsenso, capace di mettere un freno alle intemperanze del giovane Jirochou. Ha incontrato Gintoki poco dopo la fine della Guerra del Joui: mentre andava a portare delle offerte sulla tomba del marito, notò il giovane samurai nel cimitero che la osservava di nascosto; intuendo la sua natura randagia, si sostentava mangiando le offerte che i visitatori lasciavano ai defunti, Otose gli ha offerto di vivere nell'appartamento sopra il suo snack-bar, dove in seguito Gintoki ha aperto la sua Agenzia Tuttofare. Nonostante i continui battibecchi con quest'ultimo, soprattutto a causa del fatto che il samurai non le paga quasi mai l'affitto, è molto affezionata a Gintoki e quest'ultimo, nonostante la chiami "vecchiaccia", le è molto riconoscente, tanto da mettere a rischio la sua stessa vita per difenderla. Doppiata in originale da Kujira e da giovane da Atsuko Enomoto, e in italiano da Silvia Tortarolo (ep. 1-49) e Elisabetta Cesone (ep. 50+) e da giovane da Ilaria Giorgino (ep. 11) e Federica Simonelli (ep. 209-211).

### Principessa Pavone Kada
La Principessa Pavone Kada (孔雀姫 華陀?) è un'Amanto appartenente alla tribù degli Shinra (la terza più feroce dell'universo assieme ai Daikini e agli Yato),  ed è la proprietaria di un lussuoso casinò Edo Vegas. Ama vestirsi in maniera appariscente e si serve di un ventaglio di piume di pavone. Il suo vero nome è Kujaku Hime Kada e controllava praticamente tutta l'industria del gioco d'azzardo di Kabuki-cho, che aveva sottratto al controllo del gruppo Yakuza Dobunezumi; inizialmente era uno dei quattro "generali" che gestivano il quartiere di Kabukicho, assieme a Jirochou, Saigou e a Otose, oltre a essere anche l'ammiraglia della quarta flotta degli Harusame, la potente organizzazione criminale spaziale di cui fece parte Housen (il Re della Notte di Yoshiwara) e della quale è membro attivo anche Kamui il fratello di Kagura. Durante l'arco narrativo dei Quattro Deva, Kada ha cercato di prendere il controllo dell'intera Kabukicho, manipolando Pirako per eliminare Gintoki e fare in modo che gli altri Deva del quartiere si eliminassero tra di loro, ma i suoi piani vennero sventati dalla Yorozuya che mandarono all'aria il suo piano e la obbligarono alla fuga. Dopo il fallimento dei suoi piani, Kada fuggì sia dalla Terra che dagli Harusame, non prima di aver rubato alla sua ex-organizzazione una grande somma di denaro, cosa che le attirò una caccia spietata da parte degli altri membri del sindacato criminale; successivamente venne catturata e rinchiusa nelle prigioni degli Harusame, ormai completamente impazzita e ridotta in uno stato catatonico. Doppiata in originale da Miki Itō e in italiano da Alessandra Chiari (ep. 49) e Cristiana Rossi (ep. 210+).

### Mademoiselle Saigou
La Demoniaca e Divina Mademoiselle Saigou (西郷 特盛?), il cui vero nome è Saigou Tokumori (西郷 特盛), è il padrone del Kamakko Club, uno dei più noti okama-club (termine spregiativo con cui in Giappone si è soliti riferirsi a locali di omosessuali e travestiti) del quartiere di Kabuki-cho. Fisicamente si presenta come una commistione di elementi femminili e maschili: alto quasi un metro e novanta (1,88m), ha un fisico scolpito da possenti muscoli, indossa un kimono rosa e dei sandali femminili, oltre a portare i capelli acconciati nello stile tradizionale shimada, che contribuiscono a farlo apparire ancora più imponente rispetto agli altri personaggi di Gintama; quando scende in campo per combattere Saigou si strappa di dosso il kimono e rimane praticamente nudo, unicamente vestito unicamente di un fundoshi bianco, e spesso maneggia un grosso martello da demolizione. All'epoca della Guerra dei Joi era un famoso guerriero noto come Saigou del Fundoshi Bianco perché era solito combattere disarmato vestito solo del suo fundoshi ed era estremamente temuto dagli Amanto, poiché da solo era stato in grado di distruggere una nave da guerra servendosi unicamente della propria terrificante forza fisica. Un tempo aveva una moglie dalla quale ha avuto un figlio di nome Teruhiko ma, dopo che la consorte morì pochi giorni dopo il parto, Saigou decise di diventare un travestito per fare in modo che al figlio non mancasse una figura materna. Era uno dei quattro "generali" che governavano Kabuki-cho e tra tutti era quello dotato della maggiore potenza fisica. La sua mossa più letale consiste nello stritolare i genitali degli avversari servendosi della sua terrificante forza bruta. Doppiato in originale da Hisao Egawa e in italiano da Saverio Indrio (ep. 24) e Luca Semeraro (ep. 111+).

### Azumi
Azumi Agonoske (あずみ) è uno dei travestiti che lavorano nel Kamakko Club, il locale di transessuali di proprietà di Saigou, del quale è praticamente il braccio destro. Indossa un kimono femminile viola e porta i capelli a caschetto, e a causa del suo mento prominente il suo nome viene spesso storpiato in "Agomi" (che significa praticamente "mentona") dai membri della Yorozuya; nonostante l'aspetto dimesso è discretamente forte, in grado di sostenere duri corpo a corpo, anche ricorrendo al suo personale "Stile da combattimento trans". Ha una relazione con Juurouta, uno degli host maschili del Takamagahara. A seguito dell'arco narrativo dei Quattro Deva di Kabukicho è diventato uno dei "Generali" che governano il distretto assieme a Gintoki, Otae e Kurogoma Katsuo, succedendo a Saigou. Doppiato in originale da Keiko Sakai e in italiano da Gianluca Iacono.

### Doromizu Jirochou
Doromizu Jirochou il Galante (泥水 次郎長?) è il capo della Yakuza del quartiere di Kabuki-cho e uno dei quattro generali che governavano il quartiere. Benché piuttosto avanti con gli anni, Jirochou è un temibile spadaccino, tanto che per la sua forza e velocità era considerato un vero e proprio "mostro" ed ha combattuto con Gintoki quasi alla pari, nonostante alla fine il giovane samurai si sia dimostrato superiore. In gioventù era amico-rivale di Terada Tatsugorou ed era innamorato di Otose, ma quando vide che questa gli preferiva Tatsugorou decise di non mettersi in mezzo alla loro relazione volendo la felicità di Otose. Assieme Tatsugorou ha preso parte alla Guerra dei Joui combattendo contro gli Amanto, ma durante uno scontro Terada venne ferito mortalmente per salvare l'amico rivale da una pallottola a lui destinata e a nulla valsero gli sforzi di Jirochou per portarlo fuori dal campo di battaglia; con le sue ultime parole l'amico gli affidò il compito proteggere Kabukicho e Otose, cosa che Doromizou fece fondando il gruppo yakuza Dobunezumi. In seguito si è sposato e ha avuto una figlia di nome Pirako che ha tuttavia trascurato per mantenere la promessa fatta a Tatsugorou, ciò ha portato la ragazza a sviluppare un certo rancore verso il padre e la sua ex fiamma, pensando che la colpa dell'allontanamento del padre fossero Otose e kabuki-cho; questo risentimento è stato utilizzato dalla Principessa Kada nel tentativo di spodestare gli altri tre Deva e impadronirsi di Kabuki-cho, tuttavia grazie all'intervento della Yorozuya Jirochou si è rappacificato con la figlia e ha lasciato la gestione della sua organizzazione al suo discepolo Kurogoma Katsuo per ritirarsi in campagna e cercare di riallacciare i rapporti con la famiglia. Doppiato in originale da Takayuki Sugo e da giovane da Tomoyuki Shimura, e in italiano da Marco Balzarotti e da giovane da Diego Baldoin.

### Kurogoma Katsuo
Kurogoma Katsuo (黒駒 勝男?), discepolo di Jirochou, è un giovane capo yakuza appartenente al gruppo Dobunezumi. Adotta i tipici comportamenti da mafioso, estorcendo denaro ai piccoli commercianti di Kabukicho in cambio di protezione e non esitando ad imporre la propria autorità con la violenza; nonostante ciò è molto attento alla sicurezza e al benessere del quartiere e farebbe di tutto per mantenerlo al sicuro. È ossessionato dal rapporto 7:3 e su questo basa praticamente la sua intera esistenza ("Non dimentico mai di ripagare un debito: se prendo 7 restituisco 3. Stesso discorso per le ritorsioni: se subisco 3 mi vendico per 7" è il suo motto). Possiede una femmina di bassotto di nome Meru-chan, alla quale è molto affezionato. Nonostante l'aspetto gracile, nel corso della storia si dimostrerà un temibile combattente, in grado di tenere testa, anche se gravemente ferito, ai temibili guerrieri amanto della tribù degli Shinra sia nel corpo a corpo che nell'uso delle armi. Dopo la partenza di Jirochou e Pirako per la campagna, ha assunto la direzione del gruppo Dobunezumi diventando de facto uno dei quattro Generali di Kabukicho assieme a Gintoki, Tae Shimura e Azumi. Doppiato in originale da Katashi Ishizuka e in italiano da Luca Ghignone.

### Catherine
Catherine (キャサリン?, Kyasarin) è una Amanto che possiede orecchie da gatto, oltre all'agilità e ai sensi affinati del felino. Nella sua prima apparizione si presenta come una diligente cameriera dell'Otose Snack Bar, giunta sulla Terra per cercare un lavoro con il quale sostenere la sua famiglia; tuttavia questa si rivela essere una copertura per la sua vera identità di ladra, facente parte di una famosa banda di ladri nota come il Pugno del Gatto, composta da altri Amanto della sua specie e che si dedica ai furti nel distretto di Kabukicho. Dopo che la Yorozuya sgomina la sua banda, Catherine viene arrestata e condannata, tuttavia Otose, dimostrando ancora una volta la sua generosità, fa in modo che venga rilasciata sulla parola e la riassume al suo snack-bar; da quel momento Catherine diventa estremamente leale a Otose, anche se continua a mantenere alcuni atteggiamenti da cleptomane. Doppiata in originale da Yuu Sugimoto e in italiano da Deborah Ciccorelli (ep. 1-48) e Tania De Domenico (ep. 50+).

### Tama
Tama (たま?, Tama) è un'androide del tipo cameriera che lavora nello snack-bar di Otose dopo essere stata salvata dai membri della Yorozuya; il nome Tama (che in giapponese significa "uovo") le è stato dato da Kagura, la quale quando la incontrò per la prima volta usava la sua testa come un rompi-uova. Originariamente il suo programma era stato progettato dal dottor Hayashi, geniale pioniere della robotica, per tenere compagnia alla sua cagionevole figlia Fuyou, ed il suo nome era No.0; a seguito della morte della figlia, perita a causa del tentativo di trasferire la sua personalità nella memoria robotica di Tama, il professor Hayashi divenne ossessionato dal raggiungere l'immortalità attraverso la fusione uomo-macchina e, dopo aver trasferito la propria personalità in un androide, progettò un genocidio dell'umanità per poi riportare in vita la figlia attraverso il "Seme", ovverosia un codice contenente la personalità di Fuyou custodito nella memoria di Tama. Grazie alla Yorozuya il piano di Hayashi venne sventato e Tama salvata, anche se la sua memoria venne resettata da Gengai, togliendole ogni ricordo tranne l'eroismo di Gintoki e la comprensione dello spirito dei Samurai. A seguito della conclusione dell'arco narrativo Fuyou Arc, Otose ha preso Tama a lavorare nel proprio snack-bar e, quando non è impegnata nelle pulizie, viene mandata dalla sua padrona a riscuotere l'affitto da Gintoki, spesso ricorrendo a metodi estremamente distruttivi, servendosi della sua scopa, modificata da Gengai per sparare fiamme. Otose non la considera un'androide ma un essere umano a tutti gli effetti, tanto da pagarle persino uno stipendio, di cui Tama non sa tuttavia che farsene, anche perché non ha interessi a parte servire la propria padrona e per sostentarsi le basta una latta di olio al giorno. Oltre a essere un'abile hacker, in virtù della sua natura robotica, sembra anche essere appassionata di RPG: infatti, nell'arco narrativo dei Tapiro, si scopre che il suo sistema interno è modellato come la famosa serie di videogiochi Dragon Quest; inoltre il suo principale programma anti-virus (il Re dei Leucociti) è invece basato sull'aspetto e la personalità di Gintoki, a dimostrazione della grande ammirazione che Tama prova verso il protagonista. Yamazaki della Shinsengumi si è innamorato di lei dopo una missione di appostamento, tuttavia non vi sono stati sviluppi sulla loro relazione. Doppiata in originale da Omi Minami e in italiano da Laura Cherubelli.

### Tae Shimura
Tae Shimura (志村 妙?, Shimura Tae), spesso chiamata con il nome onorifico di Otae (お妙?), è la sorella maggiore di Shinpachi. Rimasta orfana assieme al fratello minore, ha cercato di mandare avanti il dojo di famiglia, anche se con molte difficoltà a causa dei debiti lasciati dal padre; fu proprio per salvare la sorella da uno strozzino Amanto, il quale voleva obbligarla a lavorare in un bordello spaziale per saldare i debiti del genitore, che Shinpachi cominciò a collaborare con Gintoki, entrando a far parte dell'Agenzia Tuttofare. Tuttavia, siccome il fratello non guadagna molto lavorando con Gin, Otae sostiene la famiglia lavorando nell'host club Snack Smile, dove è diventata estremamente popolare, tanto da essere riconosciuta come la migliore Hostess di Kabukicho; fu proprio lavorando allo Snack Smile che conobbe Kondo, il quale si è innamorato di lei, assumendo degli atteggiamenti da vero e proprio stalker, ma la ragazza finisce sempre per ignorarlo o picchiarlo senza pietà quando lo sorprende nelle proprie vicinanze. Infatti, nonostante l'apparenza fragile e indifesa, Otae nel corso della serie si rivela in realtà uno dei personaggi più violenti e forti di Kabuki-cho, tanto da incutere timore persino a Gintoki che non si azzarda a contrariarla: sembra possedere un vero e proprio lato "demoniaco", oltre ad una tremenda forza fisica e la capacità di maneggiare magistralmente la Naginata, anche con una sola mano. Normalmente cerca di nascondere questo suo "lato oscuro" sorridendo sempre, celando in tal modo le proprie reali intenzioni all'interlocutore, ma se provocata non esita a risvegliare la sua sadica personalità, sia a parole che coi fatti, entrando in una sorta di "modalità berserker" e diventando molto pericolosa per chiunque le si trovi davanti. Tale attitudine in certe occasioni le ha fatto guadagnare il soprannome di "Re dei Demoni", anche a causa della sua mancanza di pietà. Le sue doti culinarie sono terribili; riesce a cucinare solo uova fritte carbonizzate, la quali se ingerite si rivelano deleterie per la salute dell'incauto assaggiatore (in un episodio lo stesso Kondo, dopo averle assaggiate, ha avuto un'amnesia provocata dall'intossicazione). È inoltre estremamente permalosa, non accettando critiche né sul suo aspetto né sulla propria cucina, e può essere molto pericoloso per chiunque esprimere le proprie perplessità in sua presenza: infatti, anche se espresse in buona fede, Otae cercherà di vendicarsi in maniera feroce delle critiche ricevute. A seguito della sconfitta e la fuga della Principessa Pavone Kada alla fine dell'arco narrativo dei Quattro Deva, Otae è diventata una dei quattro "Generali di Kabuki-cho" su richiesta di Otose e Saigou, governando il quartiere assieme a Gintoki, Kurogoma Katsuo e Azumi. Doppiata in originale da Satsuki Yukino e in italiano da Eleonora Reti (ep. 2-46) e Giulia Maniglio (ep. 50+).

### Taizo Hasegawa
Taizo Hasegawa (長谷川 泰三?, Hasegawa Taizō), chiamato MADAO (マダオ) dalla maggior parte dei personaggi di Gintama, è un uomo di mezza età (all'inizio di Gintama viene detto che ha 38 anni) il cui tratto caratteristico è indossare sempre un paio di occhiali da sole. È un fumatore accanito e, similmente a Gintoki, un appassionato giocatore d'azzardo (soprattutto il pachinko), sebbene finisca quasi sempre per perdere tutto e più volte si è trovato costretto a fuggire dagli strozzini di Kabuki-cho. Perennemente perseguitato dalla sfortuna, Hasegawa conduce una vita da perdente finendo per essere licenziato da ogni lavoro che trova oppure trovando grandi difficoltà a farsi assumere: quest'ultimo problema è dovuto in parte anche allo sfavorevole look che gli danno gli occhiali da sole e il pizzetto (che rifiuta di eliminare poiché sono le uniche cose che gli ricordano il suo passato di successo), mentre altre volte la causa del suo licenziamento è da ricercarsi nei maldestri tentativi di aiutarlo da parte dei membri della Yorozuya. Si può dire che Hasegawa nella serie ricopra il ruolo di macchietta, incapace di combinare alcunché e condannato a non essere mai felice, tanto che spesso gli altri personaggi della serie lo prendono in giro chiamandolo Madao (マダオ?, Madao), che significa "uomo di mezz'età totalmente inutile" (まるでダメなオッさん?, marude dame na ossan) in lingua giapponese. Ha tentato più volte il suicidio senza riuscirci, cosa che agli occhi degli altri personaggi lo rende ancora più patetico e incapace, e le uniche cose nelle quali sembra dare il meglio di sé sono la pesca (ha infatti più volte dimostrato di amare il mare e essere un ottimo pescatore) e giocare online a Monkey Hunter (parodia della serie Monster Hunter), nel quale è divenuto un personaggio leggendario conosciuto come M. Tuttavia la sua vita non è sempre stata così: infatti, all'inizio della serie, Hasegawa era una persona molto importante e lavorava come ufficiale di alto rango per conto del Bakufu nel dipartimento immigrazione, convinto della necessità di compiacere gli Amanto in ogni modo ed estremamente ligio al dovere; tuttavia, dopo aver picchiato il principe Hata, il quale aveva richiesto la sua assistenza e quella della Yorozuya per recuperare il suo "animaletto" (rivelatosi un pericoloso mostro antropofago), i suoi superiori gli ordinarono di commettere seppuku e, per non ottemperare alla richiesta, fuggì perdendo il lavoro. A causa di ciò sua moglie Hatsu lo lasciò (anche se tuttavia non hanno ancora ufficialmente divorziato, ed entrambi nutrono la speranza di tornare insieme) e si è praticamente ridotto a vivere come un senzatetto. Doppiato in originale da Fumihiko Takichi e in italiano da Massimo Bitossi (ep. 7-49) e Francesco Mei (ep. 50+).

### Tatsumi
Tatsumi (辰巳) è una giovane ragazza facente parte del corpo dei Vigili del Fuoco di Kabukicho. Quando era bambina rimase orfana perdendo i genitori durante un incendio, quindi il Capo dei Vigili del Fuoco decise di adottarla a causa del rimorso per non essere riuscito a salvare i genitori della ragazza. A causa del trauma subito e per l'ammirazione per il padre adottivo, Tatsumi ha sviluppato il sogno di diventare il miglior vigile del fuoco di Kabukicho, con grande disappunto per il Capo dei Vigili del Fuoco che reputa questo mestiere troppo pericoloso. Conosce Gintoki mentre dà la caccia ad un piromane che colpisce nel quartiere, e in seguito il samurai aiuterà la ragazza a catturarlo. Compare nuovamente poi nell'arco narrativo dei Quattro Deva, durante il quale si unirà a diversi personaggi di Kabukicho venuti in soccorso della Yorozuya contro le trame della Principessa Pavone Kada. Doppiata in originale da Aiko Hibi e in italiano da Deborah Morese.

### Gengai Hiraga
Gengai Hiraga (平賀 源外?, Hiraga Gengai) è un anziano uomo pelato con la barba grigia che vive nel quartiere di Kabuki-cho ed considerato il più grande meccanico e inventore di Edo; compare per la prima volta durante l'arco narrativo Gengai Arc, uno dei primi della serie, per poi diventare un importante personaggio di supporto per la Yorozuya nel corso delle loro avventure. Indossa una tuta da lavoro marrone assieme a degli occhiali protettivi, e vive nella sua officina nel quartiere di Kabuki-cho assieme all'automa semi-senziente Sabouru, da lui chiamato così in memoria del figlio. Nel corso dell'arco narrativo a lui dedicato, si viene a sapere che durante la Guerra Joui Gengai mise le proprie abilità di inventore al servizio del Bakufu, costruendo terribili armi per l'esercito shogunale, con grande disapprovazione del figlio Sabouru, inventore come lui, il quale accusava il genitore di aver smarrito il suo scopo di inventore intenzionato a creare oggetti che migliorassero la vita della gente; in seguito Sabouru si unì al Kiheitai di Takasugi come mastro armiere e tecnico, deciso a fermare le creazioni del padre. Alla fine della guerra e con la sconfitta/cattura della maggior parte dei ribelli espulsionisti, il figlio di Gengai venne condannato a morte e decapitato; la vista della testa mozzata del figlio, esposta assieme a quelle dei suoi camerati, addolorò profondamente Gengai, lasciandolo furioso e pieno di rancore nei confronti del Governo per il quale aveva lavorato. Anni dopo Takasugi, che era stato comandante di Sabouro durante la guerra, decise di sfruttare il dolore di Gengai, servendosi della sua disperazione e voglia di vendetta per compiere un attentato contro lo Shogun Shige Shige durante un festival al quale questi avrebbe dovuto partecipare per assistere allo spettacolo degli automi di Gengai che l'inventore aveva preparato su richiesta del Governo e che, su suggerimento di Takasugi, trasformò in pericolose macchine di morte. Tuttavia, grazie all'intervento di Gintoki e della Yorozuya, il piano di Takasugi e l'attentato contro lo Shogun fallirono e Gengai, grazie anche alle parole del suo automa Sabouru, il quale aveva assorbito parte della personalità del suo figlio morto, giunse a capire l'inutilità del suo rancore e decise di abbandonare i suoi propositi di vendetta. Accantonato così il proprio odio verso il Bakufu, Gengai ritornò a Kabuki-cho e attualmente continua a gestire la sua bottega di elettronica nel quartiere, dedicandosi a creare bizzarre invenzioni e fornendo di tanto in tanto il proprio supporto ai membri della Yorozuya: ha infatti ricoperto un ruolo di primo piano durante l'arco narrativo Tama Arc e quello del Tapiro Arc. Doppiato in originale da Takeshi Aono (1ª voce) e Bin Shimada (2ª voce) e in italiano da Sandro Sardone (ep. 17) e Aldo Stella (ep. 67+).

### Hedoro
Hedoro (屁怒絽?) è un Amanto appartenente alla spaventosa razza guerriera della tribù dei Daikini, rinomata per essere la più feroce in battaglia assieme agli Yato e agli Shinra; vicino di casa di Gintoki, vive a Kabukicho, dove possiede il negozio di fiori più grande del quartiere. Sebbene il suo aspetto sia spaventosamente simile a quello di un demone, con un fiore viola che gli spunta dalla testa, Hedoro in realtà ha un animo dolce e sensibile, si arrabbia raramente e ama immensamente le piante e i fiori. Tuttavia, nonostante il suo carattere gentile, gli altri abitanti del quartiere (inclusi i membri della Yorozuya e della Shinsengumi) ne sono letteralmente terrorizzati, tanto che quando parlano con lui finiscono per scambiare le sue parole gentili per orrende minacce di morte, probabilmente influenzati dall'aspetto di Hedoro. Nel corso della storia si scoprirà che un tempo era un potentissimo guerriero Dakini noto come il "Corno Divino" ma, che dopo essere stato infettato da un parassita vegetale alieno, cambiò il suo modo di vedere il mondo sviluppando un animo buono e pacifista, abbandonando dunque la via della violenza tipica della sua gente per trasferirsi sulla Terra. Doppiato in originale da Tesshō Genda e in italiano da Stefano Mondini (ep. 47-48) e Osmar Santucho.

### Murata Tetsuko
Murata Tetsuko (村田 鉄子?, Murata Tetsuko) è la figlia del famoso Murata Jintetsu (村田 仁鉄?), ricordato come il più grande fabbro di Edo, ed è la sorella minore di Murata Tetsuya; ha aiutato la Yorozuya in varie occasioni, prestando la sua opera di fabbro e di esperta di armi. Dopo che il padre morì, lei e il fratello portarono avanti la tradizione di famiglia di fabbri ma a differenza del fratello, il quale era ossessionato dal forgiare una spada che superasse il lavoro del padre e credeva che le spade fossero fatte solo per uccidere e provocare maggiore distruzione possibile, Tetsuko credeva che le spade dovessero essere create per proteggere le persone. Quando suo fratello si mise in combutta con Takasugi, fornendogli la terribile Benizakura, una spada tremenda creata fondendo le tecniche tradizionali di forgiatura con la biotecnologia Amanto, Tatsuko chiese aiuto alla Yorozuya che alla fine riuscì a sconfiggere l'opera di Tetsuya, anche se durante il combattimento questi trovò la morte cercando di proteggere la sorella e redimendosi così almeno in parte. Doppiata in originale da Keiko Nemoto e in italiano da Emanuela Cardani.

### Kyoushirou Honjou
Honjou Kyoushirou (本城 狂死郎), il cui vero nome è in realtà  Kuroita Hachirou (黒板 八郎), è l'host numero uno di Kabukicho e il proprietario del più rinomato Host Club maschile del quartiere, il Takamagahara. Nato in campagna da una famiglia di modeste origini, cinque anni prima dell'inizio degli eventi di Gintama, dopo la morte di suo padre, si è trasferito a Edo per cercare lavoro e sostenere in questo modo la famiglia. Una volta in città si è sottoposto ad una serie di interventi di chirurgia estetica, diventando bellissimo e cominciando a lavorare come host, assumendo l'identità fittizia del raffinato Kyoushirou Honjou; con il tempo ha acquisito sempre più fama e successo, tanto da permettersi di aprire un proprio Host Club, assieme al suo migliore amico nonché socio Hachirou, tuttavia non si è più fatto vedere dalla madre (pur continuando a mandarle denaro) in quanto si vergognava della sua professione e del fatto di aver cambiato il volto che lei gli ha donato alla nascita. Nell'arco narrativo Mother Arc, grazie alla Yorozuya, riesce comunque a riconciliarsi con sua madre, la quale lo ha riconosciuto subito nonostante l'aspetto totalmente diverso e l'ha comunque accettato. Doppiato in originale da Atsushi Kisaichi e in italiano da Jacopo Calatroni.

### Hachirou
Hachirou (八郎) è il socio in affari e migliore amico di Kyoushirou e occasionalmente assume il compito di buttafuori nel Takagamahara (il loro Host Club). È un uomo transgender e durante l'arco narrativo 'Mother Arc' viene inizialmente scambiato dai Tuttofare per il figlio della loro cliente per via della sua capigliatura Afro molto simile all'identikit ipotizzato su Kuroita Hachirou (il figlio scomparso della cliente), il quale è in realtà si rivela essere Kyoushirou. Doppiato in originale da Hidenari Ugaki e in italiano da Marcello Moronesi.

### Hachibei Takaya
Takaya Hachibei (高屋 八兵衛), conosciuto soprattutto con il soprannome di Takachin, è un amico d'infanzia di Shinpachi e membro del fan club di Otsu. Da ragazzino era debole e sempre bullizzato dai prepotenti così, una volta raggiunta l'adolescenza, si unì ad una banda di teppisti per dimostrare la sua forza e non farsi più umiliare da nessuno, rimanendo però succube degli altri membri della banda. Grazie all'intervento di Shinpachi e agli altri membri della Yorozuya riuscì ad abbandonare la banda e la vita da teppista, venendo preso sotto l'ala protettiva del suo vecchio amico d'infanzia. Attualmente ricopre il ruolo di ufficiale nel fan-club paramilitare dedicato a Otsu fondato da Shinpachi. Doppiato in originale da Hiroyuki Yoshino e in italiano da Paolo Vivio (1ª voce) e Gianandrea Muià (2ª voce).

### Ikumatsu
Nishiki Ikumatsu (北斗心 幾松) è la proprietaria del ristorante di ramen Hokuto Shinken di Kabuki-cho, presso il quale Katsura ha lavorato sotto copertura per sfuggire all'inseguimento della Shinsengumi dopo essere stato ferito, e in seguito ne è diventato cliente affezionato. Rimasta vedova del marito Daigo, ucciso da un ribelle del Joui durante un attentato, ha continuato a mandare avanti da sola il ristorante che aveva aperto con il marito; il fratello minore di suo marito, unitosi a una fazione corrotta del Joui, le estorceva denaro e ha addirittura cercato di venderla a un bordello, ma a seguito dell'intervento di Katsura è stato arrestato e non l'ha più molestata. Nel corso della storia di Gintama si scoprirà che è la figlia di Musashi, il senzatetto di Kabuki-cho, il quale abbandonò lei e la madre dopo aver perso la memoria a seguito di un colpo in testa nel tentativo di salvare il futuro marito di sua figlia, allora bambino, dall'annegamento. Sembra che Katsura abbia un certo interesse romantico nei suoi confronti, ma il tutto è sempre rimasto abbastanza platonico e non ha avuto sviluppi, anche se il samurai si innervosisce quando i suoi conoscenti fanno allusioni sulla sua infatuazione. Doppiata in originale da Masumi Asano e in italiano da Alessandra Chiari (ep. 39) e Stefania Rusconi (ep. 331+).

### Musashi
Musashi (武蔵), il cui vero nome è Nishiki Matsugorou (北斗心 松五郎), è un senzatetto che vive per le strade di Kabukicho in un carretto e, come viene rivelato più avanti, il padre di Ikumatsu. Ha i capelli grigi, veste con un cappello arancione, grossi occhiali a fondo di bottiglia e un fundoshi bianco come unico indumento inferiore, tuttavia quando si toglie gli occhiali mostra un incredibile sguardo "da figo" come dice Hijikata. Viene spesso paragonato a Hasegawa, visto che come lui è disoccupato; sembra inoltre essere un discreto giocatore di badminton, di poco inferiore a Yamazaki della Shinsengumi. Nel corso della storia si scoprirà che in realtà Musashi è il padre di Ikumatsu ed era un commerciante di stoffe benestante, ma cercando di salvare un bambino che rischiava di annegare (che sarebbe diventato il futuro marito di sua figlia) prese un violento colpo alla testa, perdendo la memoria e abbandonando involontariamente la propria famiglia per sposare un'altra donna. Doppiato in originale da Koichi Sakaguchi e in italiano da Gianluca Machelli (1ª voce) e Gianni Quillico (2ª voce).

### Kozenigata Heiji
Kozenigata Heiji (小銭形 平次) è un detective della polizia di Edo che appare per la prima volta nell'arco narrativo Hardboiled Detective Arc, assistito dall'agente speciale Haji. Kozenigata ha modellato sé stesso secondo lo stereotipo del detective hard boiled, tuttavia questi suoi atteggiamenti esasperati vanno spesso a detrimento delle sue capacità investigative tanto che, nonostante gli sia riconosciuta la fama di buon poliziotto, spesso i suoi superiori sono costretti a richiamarlo formalmente con provvedimenti disciplinari; infatti Kozenigata sembra preferire più gli aspetti piacevoli dello stile hard boiled (è un grande bevitore, tanto che spesso si ubriaca, e fuma continuamente sigari cubani) che non quelli più strettamente professionali e spesso abbandona gli incarichi assegnatigli per andare a bere in un qualche bar o frequentare club sadomaso (del quale è un fanatico, similmente a Ayame Sarutobi). Rimasto orfano da bambino dopo che i suoi genitori vennero uccisi da una banda di ladri, decise di votare sé stesso alla lotta contro ladri e assassini, entrando molto giovane nella polizia di Edo; quando era un giovane agente incrociò la sua strada con quella del ladro Chougorou, una sorta di Robin Hood soprannominato "La Volpe" per via della maschera che indossa, inaugurando una rivalità che si è protratta per oltre dieci anni. Nonostante durante situazioni di pericolo abbia mostrato paura, quando non codardia, Kozenigata è un discreto combattente, in grado di servirsi di monete come armi, ed è abile nel maneggiare il Jutte. Doppiato in originale da Unshō Ishizuka e in italiano da Claudio Moneta.

### Haji
Haji (ハジ) è un'agente speciale della polizia di Edo e diretta subordinata del detective Kozenigata, assieme al quale si dedica a dare la caccia al famoso ladro "La Volpe" nell'arco narrativo Hardboiled Detective Arc. Prima di entrare in polizia era a sua volta una ladruncola, ma ha deciso di mettere le sue abilità di infiltrazione e raccolta di informazione al servizio della giustizia. Ammira Kozenigata, che chiama affettuosamente "Aniki", cioè fratellone, ma spesso dimostra molto più buonsenso e attaccamento al dovere rispetto al suo maldestro superiore. Doppiata in originale da Kumiko Higa e in italiano da Ludovica De Caro.

### Ane e Mone
Ane (阿音) e Mone (百音) sono le due sorelle gemelle e sacerdotesse del Foro del Drago (luogo dal quale fluiva l'Altana della Terra) e le precedenti proprietarie degli Inugami Sadaharu e Komako. Dopo essere state sfrattate dagli Amanto, i quali hanno edificato il Great Terminal dove una volta si trovava il loro tempio, sono rimaste senza lavoro e i problemi economici le hanno obbligate ad abbandonare Sadaharu poiché troppo oneroso da mantenere. Per riuscire a mantenere la casa paterna, Ane attualmente lavora come hostess allo "Snack-Smile", lo stesso dove lavora anche Otae, sfruttando il fascino di essere una sacerdotessa vergine per accalappiare i clienti; il suo migliore cliente è Matsudaira Katakuriko, che lei ricatta minacciando di dire alla moglie delle sue frequentazioni poco rispettabili. Mone invece, al contrario di Ane, ha deciso di continuare la professione di sacerdotessa prendendosi cura di Komako, sorella di Sadaharu, e disapprova il fatto che la sorella lavori in un hostess-bar, oltre a rimproverarle l'idea di abbandonare Sadaharu. Doppiate in originale da Maya Okamoto e Masako Jyo e in italiano da Emanuela Damasio e Perla Liberatori e Patrizia Mottola e Jenny De Cesarei (2°doppiaggio) 

### Terakado Tsuu
Terakado Tsuu (寺門 通), conosciuta anche come Otsuu o Otsuu-chan dai fan, è una giovane e bella idol esordiente molto famosa a Edo e, successivamente nel corso della storia, in tutto il Giappone. Fin da bambina aveva il sogno di diventare una cantante famosa in tutto il paese, ed ha cominciato ad esibirsi come artista di strada per poi approdare alla celebrità grazie al lavoro della madre Ichi e all'interesse suscitato in Kawakami Bansai, uno dei luogotenenti di Takasugi nel Kiheitai, il quale ha cominciato a promuovere Otsu in qualità di produttore musicale, sotto lo pseudonimo di Tsunpo, e ha scritto diverse canzoni della giovane. Per parlare e comporre le sue canzoni è solita utilizzare un proprio stile che chiama "Linguaggio di Tsuu", il quale consiste essenzialmente nell'aggiungere insulti e/o parole prive di significato alla fine di ogni frase. Shinpachi è uno dei suoi ammiratori più sfegatati, fin da quando Ostuu si esibiva in strada senza altro pubblico che lui, e ha fondato un fan-club con struttura paramilitare e regole severissime in onore della giovane. Doppiata in originale da Mikako Takahashi e in italiano da Barbara Sacchelli (ep. 6-30) e Erica Laiolo (ep. 56+).

### Komako
Komako(狛子) è la sorella di Sadaharu, dunque è anche lei un Inugami che si dice essere figlio della divinità al quale era dedicato il Tempio del Drago, abbattuto dagli Amanto per edificare il Great Terminal così da sfruttare l'energia dell'Altana. Dopo che le sue guardiane Ane e One vennero sfrattate dagli Amanto, perdendo la loro fonte di sostentamento, Sadaharu venne sbolognato alla Yorozuya, mentre lei è stata tenuta da Mone: Komako infatti, sebbene sia esteriormente uguale al fratello, è di dimensioni più contenute (mentre Sadaharu arriva tranquillamente all'altezza di 1,70m, lei non supera i 40 cm) cosa che la rende più facile da sostenere. Sebbene più piccola del fratello, Komako rimane un Inugami e se nutrita con latte e fragole anche lei può assumere una forma demoniaca e addirittura tenere testa al fratello: infatti, mentre Sadaharu è detto "Inugami dell'attacco", lei è definito "Inugami della Difesa". Altra particolarità che la differenzia da Sadaharu è che quando si trasforma non perde il controllo e rimane obbediente agli ordini delle sue guardiane.

## Yoshiwara

### Hinowa
Hinowa (日輪), detta Sole di Yoshiwara, è la cortigiana di più alto rango nella città segreta di Yoshiwara e, dopo la morte del Re della Notte, è diventata di fatto la leader della città. È una donna di buon cuore, umile e gentile, empatica persino verso coloro che l’hanno fatta soffrire; si è guadagnata il soprannome di "Sole di Yoshiwara" perché ha dato speranza a tutte le donne prigioniere nella città delle cortigiane e il suo spirito non si è mai spezzato, nonostante tutte le sofferenze patite. Quando era bambina venne venduta dai suoi genitori a Housen, lo Yato noto come Re della Notte, e quest'ultimo rimase sorpreso dall'insistenza della ragazza nel tentativo di fargli apprezzare la luce solare (che per gli Yato è dannosa). Era una grande amica della madre di Seita e, dopo che questa morì a seguito al parto, cercò di fuggire da Yoshiwara con il bambino, tuttavia, nonostante fosse riuscita ad affidare Seita a un suo fidato conoscente, non a sfuggì a Housen, il quale, per impedirle di scappare di nuovo, le tagliò i tendini di Achille, e da allora Hinowa è costretta in sedia a rotelle.
Al termine dell’Arco di Yoshiwara con la morte di Housen diventa il capo di Yoshiwara e adotta ufficialmente Seita, diventando sua madre e stringendo una forte amicizia con i membri della Yorozuya, in particolar modo con Gin. Da lì in poi spesso prenderà in giro Tsukuyo sui suoi sentimenti palesi verso Gintoki, invogliandola comunque a perseverare e ad abbracciare la sua vera natura di donna. Doppiata in originale da Tomo Sakurai (ep.139-278) e Kikuko Inoue (ep.343+) e da giovane da Mayako Nigo, e in italiano da Ilaria Silvestri.

### Seita
Seita è un ragazzino di otto anni figlio adottivo di Hinowa, che vive a Yoshiwara assieme alla madre e a Tsukuyo lavorando part-time in un negozio di giocattoli erotici. A Yoshiwara alle cortigiane è proibito partorire, pena la morte, ciononostante sua madre, anch’ella prostituta, grazie ad alcune sue amiche nascose la gravidanza a tutti, in particolare al Re della Notte. Siccome era di costituzione debole sua madre morì dandolo alla luce, così la sua amica Hinowa cercò di proteggerlo scappando con lui e affidandolo ad un suo vecchio amico, il quale lo crebbe come se fosse suo nipote. Sul letto di morte l’uomo rivela al ragazzo che sua madre non è morta ma si trova ancora nella città sotterranea, dove dona speranza a tutte le cortigiane costrette ad una vita nelle tenebre; Seita si convince dunque che Hinowa, nota come il "Sole di Yoshiwara", sia sua madre e decide di fare di tutto pur di incontrarla. All’inizio dell'Arco di Yoshiwara conduce una vita da ladruncolo, con l'intento di guadagnare abbastanza denaro da potersi così comprare un appuntamento con Hinowa, ma successivamente, grazie all’intervento di Otose e Gin, diventa un ragazzo rispettabile abbandonando la vita di espedienti e cominciando a lavorare nello Snack-bar di Otose. Nel corso dell'Arco di Yoshiwara grazie all'aiuto della Yorozuya e di Tsukuyo, riesce a superare gli ostacoli posti fra lui e Hinowa e ad incontrare finalmente la donna. Nonostante gli venga rivelato da Hosen che in realtà lui e Hinowa non hanno legami di sangue, Seita decide comunque di starle accanto e diventando ufficialmente suo figlio. Doppiato in originale da Sanpei Yuuko e in italiano da Annalisa Longo.

### Tsukuyo
Tsukuyo, detta anche Cortigiana della Morte, è la leader degli Hyakka, la terribile forza para-militare formata da donne addestrate alla maniera dei ninja che mantiene l’ordine a Yoshiwara. In passato, venne venduta dai suoi genitori e, arrivata nella città senza legge, conobbe quella che poi sarebbe diventata la sua migliore amica, Hinowa. Questa le diede la speranza necessaria per riuscire a sopravvivere e decise quindi di proteggerla a tutti i costi. Si fece così addestrare dal precedente capo degli Hyakka, Jiraia, diventando così un’abile guerriera ed assassina, ma per mantenere il suo patto verso la sua amica decise di smettere di essere una donna sfregiandosi il viso, rendendosi così inabile a servire come cortigiana. Compare per la prima volta nell’arco di Re della Notte, durante il quale farà rapidamente amicizia con i protagonisti, riuscendo con loro a liberare Yoshiwara dalla tirannia di Housen. In seguito si affeziona molto a Seita, assumendo il ruolo di una sorella maggiore ed è molto protettiva nei suoi confronti. Nell’arco del Ragno Rosso viene rapita dal suo ex maestro e torturata, per poi essere salvata da Gintoki: da qui in poi Tsukuyo dimostrerà sentimenti sempre più palesi verso il Demone Bianco, affermando addirittura che stargli vicino indebolisce sempre di più il suo giuramento di non essere più una donna. Ha una scarsissima capacità di resistenza all'alcol e le basta anche solo un bicchiere per ubriacarsi, il che si rivela un grave problema per chiunque le stia attorno, visto che il più delle volte ha una "sbronza violenta" che non guarda in faccia nessuno. Doppiata in originale da Yūko Kaida e in italiano da Deborah Morese.

## Shinsengumi
La Shinsegumi è una speciale forza di polizia incaricata di mantenere l'ordine nella città di Edo e proteggere il Bakufu dai movimenti eversivi come il Joui di Katsura.

### Katakuriko Matsudaira
Katakuriko Matsudaira (松平 片栗虎?), conosciuto anche con l'appellativo di "Dio della Distruzione" o "Babbo Matsudaira" dai suoi sottoposti, è il Direttore Generale della Polizia di Edo, oltre ad essere il capo della Shinsengumi e dunque diretto superiore di Kondo. Membro del clan Matsudaira, e dunque lontano parente della famiglia Tokugawa, si presenta come un uomo maturo dai capelli grigi, dai modi bruschi e accanito fumatore; indossa sempre degli occhiali da sole; quando è in servizio indossa una divisa della Shinsengumi sopra la quale è solito indossa una grossa sciarpa rossa per distinguersi dagli altri ufficiali del corpo, mentre in borghese indossa un kimono da uomo di colore marrone. Ha un carattere molto violento e i suoi metodi per risolvere i problemi sono assai sbrigativi, cosa che gli hanno fatto guadagnare il soprannome di "Dio della Distruzione Matsudaira": infatti generalmente la soluzione da lui adottata consiste nel fare esplodere le cause dei problemi con un bazooka oppure sparargli con la propria Colt 1911. È inoltre una persona molto autoritaria e per imporsi il più delle volte arriva a minacciare anche i suoi stessi subordinati con la pistola, non esitando ad aprire il fuoco su di loro; una delle gag ricorrenti del suo personaggio consiste nel puntare l'arma verso l'interlocutore, dandogli tempo fino al "tre" per eseguire i suoi ordini, salvo poi sparare all'uno perché, secondo lui, "un vero uomo non ha bisogno di conoscere altri numeri oltre all'uno". Comunque non gli mancano le doti di acume e intelligenza investigativa, tanto che è in grado di percepire i pericoli nascosti e gli agenti nemici, anche se a volte tali abilità esasperate l'hanno portato a diventare paranoico. È un grande bevitore, tanto che spesso si presenta a casa ubriaco, e ama frequentare gli host-club pieni di ragazze, e spesso nelle sue spedizioni in questi luoghi di perdizione si fa accompagnare dallo Shogun Shigeshige, il quale lo considera una sorta di "cattivo amico" e coglie queste occasioni per avvicinarsi alla vita del popolo. È sposato e ha una figlia di nome Kuriko, verso la quale è iperprotettivo, tanto da non approvare nessuno degli uomini che questa frequenta e ha tentato più volte di uccidere eventuali pretendenti. È molto rispettato dai suoi sottoposti, i quali affettuosamente lo chiamano "Babbo Matsudaira", anche se spesso i suoi atteggiamenti aggressivi e paranoici li portano all'esasperazione. Più volte, nelle crisi che coinvolgono il quartiere di Kabukicho, si è avvalso delle abilità ninja di Ayame Sarutobi per lavori di intelligence. Doppiato in originale da Norio Wakamoto e in italiano da Roberto Draghetti (ep. 28-46) e Pietro Ubaldi (ep. 65+). L'autore di Gintama Sorachi ha inoltre dichiarato che come modello per creare il personaggio di Katakuriko Matsudaira si è ispirato all'attore Robert De Niro.

### Isao Kondo
Isao Kondo (近藤 勲?, Kondō Isao), chiamato anche Gorilla è il carismatico comandante della Shinsengumi, ma dai più si è fatto notare per essere lo stalker senza speranza di Otae Shimura. Figlio di un samurai e maestro di spada un dojo di campagna, da ragazzo era considerato un ladro e teppista e girava voce che fosse stato allevato dalle scimmie delle montagne, e per questo motivo venne persino cacciato di casa dal genitore; tuttavia Isao venne accolto dal sacerdote del Tempio della Sacra Scimmia nella scuola del tempio, dove imparò le vie dell'onestà, a sacrificarsi per coloro che riteneva importanti e la giustizia, tanto che alla fine venne riaccolto in casa dal padre e decise d'impegnarsi nel diventare un valoroso samurai. Alla fine della Guerra Joi, su suggerimento di Matsudaira, raccolse i ronin che frequentavano il dojo di suo padre e li condusse a Edo per fondare la Shinsengumi; tra questi vi erano Toushirou Hijikata, Sougo Okita, Saitou Shimaru e Yamazaki. Più volte afferma di considerare sé stesso e i suoi uomini come i paladini della pace di Edo, e per questo si reputa il principale rivale di Katsura, anche se in più di un'occasione lo si è visto collaborare con il capo espulsionista per raggiungere comuni obiettivi. È un abile spadaccino, molto carismatico e i suoi uomini gli sono estremamente fedeli, benché spesso deleghi la maggior parte dei suoi compiti al vice-capitano Hijikata: infatti la principale occupazione di Kondo sembra essere quella di perseguitare Otae, della quale si è innamorato follemente dopo che la ragazza, mentre lo intratteneva allo Snack Smile, di cui Kondo è affezionato cliente, affermò che non le sarebbe importato se un suo eventuale fidanzato avesse il sedere peloso. Kondo infatti, anche per il fatto di essere molto peloso, viene spesso chiamato Gorilla dagli altri personaggi di Gintama, ed è preso ferocemente in giro per la sua supposta somiglianza col primate, anche se in più di un'occasione lui stesso si è definito così e ne ha assunto gli atteggiamenti. Una gag ricorrente di Gintama è che lui venga picchiato a sangue da Otae oppure che finisca per umiliarsi rimanendo in mutande o addirittura nudo. Nonostante ciò, tutti riconoscono a Kondo un animo nobile e gentile, anche se una volta Okita ha affermato che quest'ultima qualità del suo comandante costituisce sia la sua più grande forza che la sua grave debolezza: infatti, come si è visto durante l'arco narrativo Shinsengumi Crisis Arc, Kondo tende a vedere solamente il buono che c'è nelle persone e ciò gli ha permesso di guadagnarsi la fedeltà assoluta dei suoi sottoposti, ma gli ha anche spesso impedito di percepire il marcio intorno a lui, tanto da non accorgersi del tentativo di Itou Kamotarou di distruggere la Shinsengumi. Doppiato in originale da Chiba Susumuin e da giovane da Sachi Kokuryu, e in italiano da Vittorio Guerrieri (ep. 1-46) e Matteo Brusamonti (ep. 50+). La sua versione femminile è doppiata in originale da Chiaki Takahashi e in italiano da Beatrice Caggiula.

### Toushirou Hijikata
Toushirou Hijikata (土方 十四郎?, Hijikata Tōshirō), conosciuto anche come Toshi dagli amici o come il "Demoniaco Vice-comandante della Shinsengumi" dai nemici, è il vice di Kondo e dunque il secondo ufficiale più alto in grado della Shinsengumi, ma spesso gli tocca fare le veci del suo superiore, in quanto il più delle volte Kondo si assenta per perseguire la propria attività di stalker nei confronti di Tae Shimura. Toushi non ebbe un'infanzia e una giovinezza facili: figlio illegittimo di un ricco proprietario terriero, alla morte del padre venne accolto in casa dal fratellastro maggiore Tamegorou (con disappunto degli altri membri della famiglia), al quale si affezionò molto vedendolo come una figura paterna; un giorno nel suo villaggio scoppiò un incendio e dei briganti approfittarono della confusione per attaccare la villa della famiglia Hijikata e uno di essi fece per aggredire Toushirou, ma suo fratello si mise in mezzo, prendendo al posto suo un fendente di spada che lo rese cieco. Reso folle dalla rabbia, il giovane Toushirou impugnò un tantō e mise fuori combattimento tutti i banditi lasciandoli a terra agonizzanti. Spaventati dalla furia del ragazzino, i suoi familiari (approfittando dell'infermità del capofamiglia) cacciarono Toushirou dalla casa, il quale da allora divenne un ronin vagabondo, dedito solamente ad attaccare briga con chiunque. Toushirou condusse questa vita raminga, finché non venne convinto da Kondo ad abbandonare la vita di strada e a unirsi al suo dojo di spada, per poi seguirlo a Edo quando fondò la Shinsengumi, della quale fu Toushirou a scrivere il severissimo Codice, la cui infrazione prevede spesso la punizione suprema del seppuku. Durante il periodo trascorso nel dojo, Hijikata intrattenne anche una relazione con Mitsuba Okita, attirandosi l'antipatia di Sougo, ma questa rimase soprattutto sul piano platonico, visto che egli sapeva che lavorando come poliziotto avrebbe messo a rischio la propria vita ogni giorno e non voleva che Mitsuba soffrisse qualora fosse morto. È probabilmente uno dei più forti spadaccini del mondo di Gintama e, anche se non è al livello di Gintoki, è stato in grado di sconfiggere abbastanza agilmente Okita; possiede inoltre una straordinaria forza fisica e un'eccellente resistenza, che gli hanno permesso di affrontare situazioni a prima vista disperate. È un accanito fumatore, si accende infatti una sigaretta dopo l'altra, oltre ad essere un amante della maionese a livelli patologici, tanto da metterla su qualsiasi piatto compresi il caffè e i dessert; la sua passione per tale condimento è tale che una volta costrinse i suoi sottoposti a mangiare solo maionese perché la Mayorin (la fabbrica della sua maionese preferita) aveva messo in palio dei biglietti per visitare i suoi stabilimenti. Sebbene non sembri il suo carattere ha molto in comune con quello di Gintoki, con il quale non va assolutamente d'accordo e ha sviluppato una forte rivalità nei confronti del samurai, che spesso è sfociata in competizioni e sfide tra i due al limite del grottesco. Doppiato in originale da Kazuya Nakai e in italiano da Stefano Crescentini (ep. 1-45) e Patrizio Prata (ep. 50+) e da giovane da Alessandro Fattori.

### Sougo Okita
Sogo Okita (沖田 総悟?, Okita Sōgo) è il capitano della Prima Divisione della Shinsengumi e il terzo nella catena di comando del corpo. Orfano dei genitori, è stato cresciuto dalla sorella maggiore Mitsuba, l'unica che in qualche modo riesca a renderlo mansueto, ed è stato allievo di un dojo di campagna assieme a Kondo, prima che questi portasse a Edo lui e gli altri allievi per fondare la Shinsengumi su suggerimento di Matsudaira. È uno spadaccino formidabile, considerato il migliore della Shinsengumi dopo Hijikata, anche se spesso utilizza un potente bazooka incurante dei danni provocati a nemici o alleati; è temuto da tutti per il suo sadismo, tanto che spesso viene chiamato "Imperatore del Pianeta dei Sadici". Prova un profondo rancore nei confronti di Hijikata (che ha più volte cercato di uccidere) e ha una forte rivalità con Kagura, con la quale si è scontrato più volte nel corso della serie, e che è solito chiamare con il nomignolo di "china-girl" in virtù dell'accento cinese della ragazza. Doppiato in originale da Suzumura Kenichi e da bambino da Nami Okamoto, e in italiano da Alessio De Filippis (ep. 1-45) e Stefano Pozzi (ep. 50+) e da bambino da Patrizia Mottola. La sua versione femminile è doppiata in originale da Shizuka Itō e in italiano da Martina Felli.

### Shimaru Saitou
Shimaru Saitou (斉藤終?, Saitou Shimaru) conosciuto anche con i nomi di Lupo Afro e Afrupo (crasi tra "lupo" e "afro") è il taciturno e temuto comandante della Terza Divisione della Shinsengumi, oltre che il responsabile delle investigazioni interne. Ha i capelli arancioni acconciati con una pettinatura afro, gli occhi rossi e travisa sempre il suo volto con una sciarpa verde. È un abilissimo spadaccino, in grado di maneggiare due spade contemporaneamente, tanto che lo stesso Sougo (da tutti ritenuto il migliore spadaccino della Shinsengumi) lo reputa quasi superiore a lui. Shimaru è temutissimo sia dai ribelli Joui che dai suoi stessi compagni, sia in virtù della sua abilità nello scovare spie all'interno del Bakufu che per il fatto di parlare pochissimo, cosa che, secondo chi lo circonda, nasconderebbe un raccapricciante animo sadico. In realtà, nonostante l'aspetto truce, Shimaru è una persona molto timida, che ha molta difficoltà a interagire con le persone e per questo, nonostante cerchi di mostrarsi amichevole, spesso ottiene invece l'effetto di spaventarle a morte; soffre inoltre di narcolessia e, se sottoposto a situazioni di grande stress, si addormenta ed è difficilissimo svegliarlo. Doppiato in originale da Takahiro Sakurai e in italiano da Giuseppe Palasciano.

### Sagaru Yamazaki
Sagaru Yamazaki (山崎 退?, Yamazaki Sagaru) è il responsabile dell'intelligence e delle operazioni di infiltrazione della Shinsegumi. In passato era un teppista di città con il soprannome di Mountain Zaki, ma venne poi convinto da Kondo a unirsi alla Shinsengumi diventandone uno degli elementi più validi. Appassionato di badminton, spesso lo si è visto usare come arma una racchetta da badminton, e praticante del kabaddi, Yamazaki ha la personalità più piatta della Shinsengumi (e per questo viene preso in giro dai commilitoni e dai membri della Yorozuya, i quali spesso fingono di non ricordarsi il suo nome) similmente a Shinpachi, tuttavia questa sua caratteristica è anche il suo punto di forza, visto che gli permette di infiltrarsi con facilità nelle organizzazioni criminali. È molto superstizioso e durante gli appostamenti ha l'abitudine di cibarsi unicamente di anpan (nonostante ne odii il sapore) e latte, come offerta al "dio degli appostamenti" per tutta la durata del suo incarico. Mentre sorvegliava la Yorozuya per conto di Hijikata si è innamorato di Tama, la cameriera robot dell'Otose Snack-bar, e sono arrivati al punto di progettare un matrimonio, tuttavia questa relazione non ha avuto sviluppi. A seguito dell'arco narrativo "Addio Shinsengumi" è rimasto gravemente ferito, dunque si è ricorso alla tecnologia Amanto per trasformarlo in un cyborg, similmente a RoboCop. Doppiato in originale da Tetsuharu Ōtain e in italiano da Angelo Evangelista (ep. 1-40) e Marcello Gobbi (ep. 56+).

### Seizou Kumanaku
Seizou Kumanaku (隈無 清蔵?, Kumanaku Seizou) è un agente facente parte della Prima Divisione della Shinsengumi sotto il comando del Capitano Okita. La sua caratteristica più evidente è un grosso neo al centro della fronte (che Okita gli strapperà servendosi di uno scopino del bagno), ed è noto tra i suoi commilitoni per essere un maniaco della pulizia: infatti la sua filosofia è "un luogo sudicio rende sudici anche gli spiriti di coloro che lo frequentano" dunque cerca di far adottare a camerati e superiori uno stile di vita dedito all'igiene e alla pulizia. Appare una prima volta nel 113º episodio dell'anime, per poi riapparire nell'arco narrativo "Addio Shinsengumi" quando seguirà Kondo nello spazio assieme ai suoi commilitoni. Doppiato in originale da Taiten Kusunoki e in italiano da Walter Rivetti.

### Kamiyama
Kamiyama (神山) è un agente della Shinsengumi appartenente alla Prima Divisione sotto il comando del Capitano Okita, la cui principale occupazione è quella di archivista ma ha anche partecipato ad azioni sul campo. Compare per la prima volta nell'arco narrativo del Rokkaku Arc, e la sua principale caratteristica sono un paio di vistosi occhiali "a fondo di bottiglia", ma risulta essere anche un abile combattente, oltre che investigatore. È omosessuale e, dopo che Okita gli ha salvato la vita durante un'azione contro gli Jouishishi, ha sviluppato un'infatuazione ossessiva nei confronti del suo superiore, tanto da arrivare a fargli delle pesanti avances che vengono brutalmente respinte da Okita, il quale una volta, infastidito dalla sua insistenza, lo ha addirittura "impalato" servendosi di un tantō. Nonostante questa sua infatuazione, Kamiyama nella sua rubrica telefonica ha salvato il contatto di Okita sotto il nome di "Idiota Ultra-Sadico". Comparirà nuovamente nell'arco narrativo "Addio Shinsengumi", quando dopo la battaglia contro le forze dei Naraku seguirà Kondo nello spazio assieme ai superstiti della Shinsengumi. Doppiato in originale da Toshihiko Seki e in italiano da Marco Benedetti.

### Tetsunosuke Sasaki
Tetsunosuke Sasaki (佐々木鉄之助?, Sasaki Tetsunosuke) è il maldestro attendente di Hijikata, al quale è stato affidato il compito di addestrarlo e renderlo un buon poliziotto, che compare come nuovo membro della Shinsengumi all'interno dell'arco narrativo di Gintama Baragaki Arc. Tetsunosuke è il figlio illegittimo del vecchio capofamiglia del clan Sasaki e una sua amante; dopo la morte della madre, venne accolto nella famiglia Sasaki, ma fu sempre trattato duramente a causa della sua condizione di figlio illegittimo, soprattutto dal suo fratellastro maggiore Sasaki Isaburo, comandante della Mimawarigumi, il quale l'ha sempre disprezzato senza mai farne mistero. A causa di questa sua dura infanzia Tetsunosuke sviluppò un carattere ribelle, diventando un vero e proprio teppista e arrivando ad unirsi alla banda criminale nota come Check It Out Gang, dalla quale tuttavia fuggì dopo che questi divennero una banda di violenti espulsionisti, spaventato dalla violenza delle loro azioni criminali e temendo per la sua vita qualora avessero scoperto che il suo fratellastro era il comandante della Mimawarigumi. Non sapendo che farsene di lui e ritenendolo un peso inutile, ma non potendo comunque liberarsene, la sua famiglia decise quindi di scaricarlo facendolo arruolare nella Shinsengumi, in quanto Isaburo si sarebbe rifiutato di arruolarlo nel suo corpo di élite. Inizialmente Tetsunosuke mantiene i suoi atteggiamenti da "teppista del ghetto", incurante dei regolamenti e degli ordini dei suoi superiori, ma, a seguito degli eventi dell'arco narrativo Baragaki Arc, dopo che Hijikata con l'aiuto di Gintoki gli salva la vita dagli ex membri della sua gang e prende le sue difese contro le offese del fratellastro, decide di cambiare definitivamente vita, diventando un agente disciplinato, con atteggiamenti di vera e propria venerazione nei confronti del proprio comandante. Doppiato in originale da Kentarō Itō e in italiano da Simone Marzola.

## Mimawarigumi
La Mimawarigumi è un corpo speciale di polizia comandato da Sasaki Isaburo, i cui appartenenti sono considerati l'élite dell'élite, tanto che sono per la maggior parte appartenenti alle più importanti famiglie aristocratiche dello Shogunato. Sono caratterizzati da una forte rivalità con la Shinsengumi, anche perché i capi della Mimawarigumi sostengono la Fazione Hitotsubashi dello Shogunato, mentre la Shinsengumi sostiene la Fazione di Shige Shige.

### Isaburo Sasaki
Isaburo Sasaki (佐々木異三郎, Sasaki Isaburo) è il Comandante della Mimawarigumi, una delle principali forze di polizia di Edo; è un uomo freddo, calcolatore, doppiogiochista e manipolatore. Appartiene alla nobile famiglia Sasaki, una delle più in vista del Bakufu, ed è il fratellastro maggiore di Tetsunosuke, da lui disprezzato profondamente, oltre ad essere il padre adottivo e mentore di Nobume. Alcuni anni prima dell’inizio degli eventi di Gintama, sventò un attentato ai danni della fazione di Hitotsubashi da parte della fazione di Sada Sada, ma ciò lo rese un bersaglio dei Naraku, i quali dietro ordine del Tendoushu tesero un'imboscata nella quale morirono sua moglie e la figlia in grembo, nella quale avrebbe dovuto morire anche lui per mano dell'assassina Mukuro. Giunto sul posto dell'agguato, Isaburo iniziò una violenta lotta contro la giovane Mukuro, pensando che fosse stata lei ad attaccare la sua famiglia, ma man mano che la lotta procedeva si accorse che la ragazza si limitava a difendersi e a non attaccarlo. Ristabilita la propria lucidità mentale e analizzato il luogo dello scontro, Isaburo comprese che in realtà non era stata la ragazza ad uccidere sua moglie e sua figlia, ma anzi aveva cercato di fermare gli assassini del Naraku uccidendone diversi, senza tuttavia riuscire ad impedire l'omicidio; Isaburo rimase dunque impietosito dalla ragazza, capendo che era anch'ella vittima dell'organizzazione di assassini, dunque la adottò dandole il nome di Imai Nobume, lo stesso che avrebbe voluto dare alla sua defunta figlia mai nata. Da questo momento in poi si trasformerà in un voltagabbana il cui scopo è unicamente la distruzione del Bakufu, giudicato un governo corrotto e opportunista, appoggiando opportunisticamente la Fazione di Hitotsubashi e stringendo un'alleanza con Takasugi e il Kiheitai. È un temibile spadaccino, in grado di maneggiare contemporaneamente due katane in combattimento, ma è anche un tiratore eccellente, capace di colpire con la pistola anche piccoli bersagli in movimento. Altra particolarità di Isaburo è quella di ossessivamente attaccato al cellulare, con i quali manda soprattutto email. Ciò potrebbe essere un modo per ricordare la moglie, con la quale poteva comunicare solo in questo modo a causa del lavoro nella polizia. Muore durante la battaglia contro i seguaci di Utsuro, guardando con gioia e lacrime la ragazza che aveva imparato ad amare e a considerare una figlia. Doppiato in originale da Toshiyuki Morikawa e in italiano da Andrea Moretti.

### Nobume Imai
Nobume Imai (今井信女, Imai Nobume) è la vice comandante della Minawarigumi e diretta sottoposta di Sasaki, il quale è per lei come una sorte di padre adottivo. Non si sa quasi nulla su di lei, a parte che era un'orfana di nome Mukuro che venne addestrata come una letale assassina dall'organizzazione dei Naraku, arrivando a diventare uno dei più spietati elementi dell'organizzazione, tanto da divenire, nonostante la giovane età, una dei "Tre Corvi dei Naraku" assieme a Oboro e Hitsugi. Mentre i Naraku tenevano sotto custodia Yoshida Shouyo, la personalità buona di Utsuro leader dell’organizzazione, questo iniziò a dialogare con Mukuro facendole riscoprire le emozioni umane, che il suo feroce addestramento aveva portato a sopprimere. Successivamente venne dato a Nobume l'incarico di uccidere Sasaki Isaburo e la famiglia di questi, dato che quest’ultimo si era intromesso nei loro piani sventando un attentato ai danni degli Hitotsubashi, ma le parole di Shouyo portarono la ragazza a riflettere sulle sue azioni, facendole maturare la decisione di tradire i Naraku e salvare Isaburo e la sua famiglia; purtroppo arrivò troppo tardi per salvare la moglie e la figlia di Isaburo, ma riuscì ad uccidere gli assassini dei Naraku che avevano perpetrato il delitto; l'uomo, dopo un primo momento di ostilità poiché la credeva responsabile dell'assassinio, venne mosso a pietà nei confronti della ragazza, e decise di adottarla, dandole anche il nome Imai Nobume, lo stesso che avrebbe voluto dare alla figlia deceduta, e successivamente arruolandola sotto di sé nel corpo della Minawarigumi. Nobume si dimostra una donna fredda e calma, a parte quando gli impediscono di mangiare ciambelle, da cui è dipendente, sadica, ama tagliare la gente, e spietata, ciononostante riesce a stringere pochi ma saldi legami come con Gintoki, Tsukuyo, Kagura e il suo comandante, tanto da piangere alla morte di quest’ultimo. Doppiata in originale da Aya Hirano e in italiano da Francesca Bielli.

## Onmyōji
Gli Onmyōji sono esseri umani dotati di particolari capacità medianiche e magiche in grado di sfruttare gli immensi poteri spirituali della natura e di evocare potenti Shikigami. A Edo sono presenti due potenti clan di Onmyōji, il Clan Ketsuno e il Clan Shirino, i quali hanno entrambi il compito di proteggere Edo dagli spiriti malvagi, ma sono divisi da una secolare rivalità.

### Clan Ketsuno

#### Seimei Ketsuno
Seimei Ketsuno (結野 晴明) è il capo del clan Ketsuno e l'iperprotettivo fratello maggiore di Ketsuno Crystel, oltre a essere l'amico-rivale di Shirino Douman. Fin da bambino è stato considerato un prodigio e l'onmyōji più potente della storia del clan. Fu lui a spingere Crystel a sposare Douman, credendo di poter mettere fine alla secolare faida che contrapponeva le loro famiglie, ma vista l'infelicità della sorella tornò sui suoi passi e la convinse a divorziare e a ritornare presso la casa del clan Ketsuno; ciò è stato uno dei motivi che ha portato Douman a sviluppare un profondo odio verso Seimei e Crystel, tanto di ricorrere ad antiche arti magiche proibite e prendersi così la sua vendetta. Doppiato in originale da Hikaru Midorikawa e in italiano da Alessandro Fattori.

#### Crystel Ketsuno
Crystel Ketsuno (結野 クリステル, Ketsuno Crystel), conosciuta anche come Ketsuno Ana (結野アナ) o Ana Lingus (nel doppiaggio italiano), è una popolarissima reporter della televisione di Edo e ragazza del meteo, per la quale Gintoki ha una fortissima cotta. Tuttavia quello di reporter è solamente il suo lavoro diurno, in quanto la ragazza appartiene al potente clan Ketsuno, un famiglia di potenti onmyōji (ed è per questo motivo che le sue previsioni del tempo e oroscopi si rivelano sempre estremamente precisi) e di notte lavora come gli altri membri del suo clan per proteggere Edo dagli spiriti malvagi. Suo fratello maggiore Seimei, estremamente protettivo nei suoi confronti, è il capo del clan Ketsuno, mentre Gedoumaru è il suo personale famiglio. Durante il Diviner Arc (episodi 195-199 dell'anime) si scopre che era sposata con Douman, capo del clan Shirino, suo vecchio amico d'infanzia dal quale si è separata e che per vendetta ha cominciato a sabotare il suo lavoro di giornalista e meteorologa. Doppiata in originale da Sayaka Narita e in italiano da Barbara Pitotti e Veronica Cuscusa (ep. 71+).

#### Gedoumaru
Gedoumaru (外道丸) è una shikigami e famiglio personale di Ana Ketsuno, la quale lo presterà momentaneamente a Gintoki durante il Diviner Arc. Nonostante l'aspetto gracile e innocente, in realtà Gedoumaru è estremamente forte e crudele, non esitando a giocare estremamente sporco pur di battere gli avversari. Gedoumaru appartiene alla stirpe degli oni malvagi, venendo catturata e sottomossa dal clan Ketsuno secoli prima degli eventi di Gintama; in virtù di questa sua natura, qualora il suo padrone mostrasse segni di debolezza ella non si farebbe scrupoli a rivoltarsi contro di esso; nonostante ciò afferma di essere fedele ad Ana Ketsuno e che non la tradirebbe mai, in quanto la ragazza è stata l'unica del Clan Ketsuno a trattarla come un'amica e non come un semplice famiglio. Doppiata in originale da Ayako Kawasumi e in italiano da Giada Bonanomi.

### Clan Shirino

#### Douman Shirino
Douman Shirino (巳厘野 道満) è un potente onmyōji, Capo del clan Shirino e principale antagonista dell'arco narrativo Diviner Arc. Sin da piccolo ha sempre vissuto nell'ombra di Seimei: infatti, mentre il giovane era considerato un portento, Douman all'inizio stentava nelle arti della magia e aveva sempre la peggio negli scontri tra i due, e ciò provocava la rabbia del padre di Douman, il quale lo mortificava ogni volta e stroncava ogni tentativo del giovane di stringere amicizia con Seimei. Fin da piccolo fu innamorato di Crystel, non ricambiato in quanto la ragazza non si è mai resa conto del sincero affetto che Douman provava per lei, sorella minore di Seimei; Douman e Crystel per un periodo da adulti furono anche sposati, tuttavia Seimei, vedendo che la sorella era infelice, la convinse ad abbandonare il tetto coniugale per ritornare in famiglia. Ciò fece infuriare Douman che si dedicò allo studio delle arti di magia proibita, accrescendo il proprio potere, fino a far possedere il proprio corpo dall'antico demone Antenmaru pur di sconfiggere il rivale. In seguito all'intervento della Yorozuya, Douman si è in parte riappacificato con i Ketsuno, anche se la rivalità tra i due clan non è del tutto sepolta. Doppiato in originale da Ken Narita e da bambino da Kyoko Yamaguchi, e in italiano da Jacopo Calatroni.

## Ninja

### Oniwabanshu
Gli Oniwabanshu erano un gruppo di Ninja che fungevano da agenti segreti per il Bakufu, tuttavia il corpo venne dissolto dallo Shogun Sada Sada dopo che questi decise di affidarsi esclusivamente all'organizzazione di assassini del Tenshouin Naraku di Utsuro. Di questo gruppo fecero parte Ayame Sarutobi e Zenzou Hattori, tuttavia anche il giovane Shige Shige Tokugawa venne addestrato dal gruppo.

#### Ayame Sarutobi
Ayame Sarutobi (猿飛 あやめ?, Sarutobi Ayame), conosciuta anche con l'appellativo di Sacchan dagli amici, è un'abile ninja ossessionata da Gintoki che perseguita come una vera e propria stalker. Fisicamente appare come una bella e giovane donna poco più che ventenne coi capelli dal colore viola chiaro, tuttavia la sua caratteristica peculiare è che soffre di una grave miopia che la costringe ad indossare degli occhiali rossi, senza i quali diventa praticamente cieca. Nonostante l'handicap della vista, Sarutobi è una scaltra assassina ed esperta delle infiltrazioni, forte anche del suo intenso addestramento che l'ha portata a padroneggiare magistralmente l'arte del Ninjutsu: è infatti abilissima nelle arti marziali, ed è in grado di maneggiare in maniera perfetta le armi ninja come i kunai, i quali costituiscono la sua arma principale. Un tempo faceva parte degli Oniwabanshu, un corpo di ninja che un tempo serviva lo Shogunato come polizia segreta tuttavia, dopo che lo Shogun Sada Sada ha disciolto il corpo, è diventata una ninja freelance che accetta contratti da sicario, spesso su commissione di Katakuriko Matsudaira. Il suo cibo preferito è il nattō, un po' come gli azuki per Gintoki, del quale si serve anche come arma per immobilizzare il nemico durante i combattimenti. Nonostante queste qualità da donna forte e indipendente, Sacchan in realtà nasconde un'anima profondamente masochista: è infatti una praticante del sadomaso e ama essere maltrattata (in molti episodi della serie appare legata secondo le tecniche shibari oppure porta con sé giocattoli erotici sadomaso), tanto che a causa di ciò scambia le umiliazioni e le brusche reazioni di Gintoki nei suoi confronti come profonde dimostrazioni d'amore da parte del samurai. Infatti, a seguito di un imprevisto durante la fuga da una missione, Sacchan ha erroneamente sfondato il tetto della casa di Gintoki e, dopo averlo coinvolto con l'inganno nel suo incarico, si è innamorata pazzamente di lui assumendo atteggiamenti da vera e propria stalker suoi confronti, similmente a quelli che Kondo ha nei confronti di Otae: una delle gag ricorrenti di Gintama sono infatti Kondo e Sarutobi che discutono sulla loro condizione di stalker, accusandosi l'uno con l'altra di essere semplicemente dei maniaci e invece autoassolvendosi. Doppiata in originale da Yū Kobayashi e in italiano da Antonella Baldini (ep. 1-48) e Gea Riva (ep. 51+). La sua versione maschile è doppiata in originale da Kazuyuki Okitsu e in italiano da Alessandro Germano.

#### Zenzou Hattori
Zenzo Hattori (服部 全蔵?, Hattori Zenzou) è un abilissimo ninja ed ex membro degli Oniwabashu, di cui suo padre era stato capo. Dopo aver lasciato gli Oniwabashu ha fondato un proprio gruppo di ninja freelance noto come Shinobi 5. Egli disprezza i Samurai, considerandoli come dei cani obbedienti incapaci di adattarsi, mentre ha un'alta considerazione del ruolo del ninja che accomuna ai gatti, i quali sono leali solo finché vengono nutriti e non soffrono per la mancanza di un padrone. Soffre terribilmente di emorroidi ed è un grande fan della rivista JUMP, passione che condivide pure con l'amico/rivale Sakata Gintoki. Ha inoltre una grande passione per le donne brutte, poiché considera "molto più affascinante un edificio in rovina del più scintillante dei grattacieli". Suo grande amico d'infanzia è lo Shogun Shige Shige Tokugawa, il quale da bambino è stato addestrato dagli Oniwabashi nell'arte del ninjiustu. Doppiato in originale da Keiji Fujiwara, Toshiyuki Morikawa (terzo film ) e da bambino da Motoko Kumai, e in italiano da Gabriele Lopez (ep. 36-48) e Omar Maestroni (ep. 63+), e da bambino da Giorgia Carnevale.

#### Padre di Zenzou
Il Padre di Zenzou (全蔵の父) era un abilissimo ninja che, anni prima degli eventi della serie, fu a capo degli Oniwanbanshu e uno dei pochi in grado di rivaleggiare con Jiraia il Ragno in combattimento. È stato il maestro, oltre che di suo figlio Zenzou, anche di Ayame Sarutobi, che considerava la sua allieva più promettente, ed uno dei suoi esercizi preferiti per addestrare i giovani ninja era il gioco del "Calcia il barattolo"; appare nell'episodio 48 di Gintama, nel quale il suo fantasma sfida i membri della Yorozuya a calcia il barattolo, e in un flashback dell'arco narrativo del Red Spider Arc, in cui viene raccontato come abbia salvato la vita allo Shogun Sada Sada dall'attentato di Jiraia combattendo duramente contro di lui e vincendo, anche se rimase infortunato e da allora fu costretto a usare un bastone. Doppiato in originale da Tomomichi Nishimura e in italiano da Mino Caprio.

### Shinobi 5
Gli Shinobi 5 sono un gruppo di ninja mercenari fondato da Zenzou Hattori dopo che gli Oniwabanshu sono stati dissolti dallo Shogun Sada Sada. Lavorano come liberi professionisti, senza serbare la propria fedeltà a nessuno che non sia colui che li paga; il gruppo attualmente, oltre a Zenzou, è formato da quattro ninja.

#### Gou
Gou (剛) è un ninja nel gruppo freelance degli Shinobi 5, sotto il comando di Zenzou Hattori. Doppiato in originale da Wataru Hatano e in italiano da Marco Bassetti.

#### Shuwa
Scusa (修輪) è un ninja nel gruppo freelance degli Shinobi 5, sotto il comando di Zenzou Hattori. Doppiato in originale da Hisao Egawa.

#### Wakikaoru
Wakikaoru (脇薫), conosciuta anche come la Madonna dell'Accademia Ninja (弁財天の薫 benzaiten no kaoru) è una bella donna che lavora come ninja nel gruppo freelance degli Shinobi 5, sotto il comando di Zenzou Hattori. Da ragazzina era compagna di studi di Zenzou e Ayame Sarutobi e con quest'ultima ha sempre avuto un'accesa rivalità, sebbene condivida con lei molti tratti in comune, come un atteggiamento infantile e giocoso. Come armi utilizza le rose: infatti può usare un gas ottenuto dal polline per paralizzare gli avversari, mentre è in grado di lanciare gli steli con abbastanza forza da renderli letali tanto quanto i kunai. Doppiata in originale da Satomi Arai e in italiano da Emanuela D'Amico (1ª voce) e Renata Bertolas (2ª voce).

### Kyuubi Kitsunebi
La Kyuubi Kitsunebi era un'organizzazione da nove feroci ladri e assassini professionisti addestrati come i Ninja nota per essere stata responsabile di molti crudeli assassinii e furti nel corso degli anni, svolgendo anche il compito di sicari per conto di potenti fazioni del Bakufu. Indossano delle vesti da ninja di colore bianco e delle maschere tradizionali giapponesi rappresentati lo Spirito della Volpe, e come armi utilizzano delle Ninjato, spade tipiche utilizzate dai ninja.

#### Chougorou
Chougorou (長五郎) è un vecchio venditore ambulante di cibi e bevande che compare nell'arco narrativo di Gintama Hardboiled Detective Arc, e il poliziotto Kozenigata Heiji è un suo affezionato cliente, tanto che si reca praticamente ogni sera al suo carro-bar per ubriacarsi e confidarsi con lui. In gioventù ed era uno dei nove membri della feroce organizzazione di ladri-assassini nota come Kyuubi Kitsunebi, ma a differenza dei suoi compagni non era crudele e odiava commettere omicidi inutilmente, così decise di tradire i suoi compagni e abbandonare l'organizzazione. Durante l'incursione alla villa dei genitori del giovane Kozenigata Heiji, che allora era poco più di un bambino, salvò il ragazzo da morte certa e abbandonò i suoi compagni tra le fiamme della villa, credendo in questo modo di essere riuscito ad ucciderli. Negli anni successivi di giorno assumeva l'identità di un venditore ambulante di cibi e bevande, mentre la notte si trasformava nel ladro noto come "La Volpe", derubando le ricche famiglie di Edo per poi distribuire i proventi dei suoi furti ai poveri come una sorta di Robin Hood; fu in quel periodo che iniziò una rivalità con Kozenigata Heiji, appena entrato nella polizia. durata oltre dieci anni. Durante l'Hardboiled Detective Arc verrà spiegato che Chougorou ha sempre vegliato su Heiji come una sorta di "padre" e, quando i suoi vecchi compagni cominceranno a commettere omicidi in suo nome per infangare la sua reputazione, ingaggerà la Yorozuya per aiutare il suo protetto. Doppiato in originale da Masaaki Tsukada e in italiano da Gianni Quillico.

#### Le Otto Code della Volpe
Essi erano i vecchi compagni di Chougorou ma, a differenza del loro ex compagno, erano estremamente crudeli e non si facevano scrupoli a uccidere donne e bambini nel corso delle loro incursioni. Fu così che Chougorou decise di farla finita con quella vita e fece in modo di farli cadere in trappola abbandonandoli tra le fiamme e sottraendogli il bottino; tuttavia essi sopravvissero alla trappola e per diversi anni rimasero silenti in attesa di vendicarsi. Venuti a sapere che a Edo operava un ladro che si faceva chiamare "La Volpe", essi capirono immediatamente che si trattava del loro ex compagno traditore, così raggiunsero la città e cominciarono a commettere efferati delitti in suo nome così da costringerlo a venire allo scoperto e potersi prendere la loro vendetta.

### Jiraia
Jiraia il Ragno (蜘蛛手の地雷亜), il cui vero nome è Tobita Danzo (鳶田 段蔵, Tobita Danzou), era uno dei ninja già forti dell'organizzazione degli Oniwabanshu, le forze speciali dello Shogunato, che abbandonò dopo aver cercato di eliminare lo Shogun Sada Sada Tokugawa, per poi fuggire a Yoshiwara dove ha fondato il gruppo delle Hyakka; durante quel periodo prese la piccola Tsukuyo come allieva, istruendola nell'arte del ninjustu, per poi abbandonarla fingendo la sua morte in un incendio che lui stesso aveva appiccato a Yoshiwara. Jiraia è forse il ninja più forte mai conosciuto dell'universo di Gintama: nato nel clan samurai Tobita, questo venne distrutto e sua sorella presa in ostaggio dai suoi rivali, che obbligarono il giovane Danzo a diventare uno strumento di morte nelle loro mani; la sorella, disperata per l'infausto destino a cui era costretto il fratello, decise di suicidarsi così da renderlo finalmente libero, ma ciò fece impazzire Danzo dal dolore e, dopo aver fatto una strage dei suoi nemici, decise di dedicarsi anima e corpo alla via del ninja, assumendo l'identità di Jiraia il Ragno. È il principale antagonista dell'arco narrativo The Red Spider Arc. Doppiato in originale da Yusaku Yara e in italiano da Claudio Moneta.

## Famiglia Tokugawa

### Shige Shige Tokugawa
Shige Shige Tokugawa (大将軍?, Tokugawa Shige Shige) è il quattordicesimo Shogun della famiglia Tokugawa e governa il Giappone durante lo svolgimento degli eventi del manga. È nipote di Sada Sada Tokugawa (il 13º Shogun) e fratello maggiore di Soyo. Shige Shige è onesto e incorruttibile, con un cuore puro e gentile, ed è molto sensibile al benessere della nazione, tanto che a volte lascia il suo castello in incognito in compagnia di Katakuriko Matsudaira (il quale svolge nei confronti del giovane Shogun il ruolo di "cattivo amico", nel senso che il più delle volte indirizza le visite del giovane Shige Shige in posti discutibili come gli hostess-club e bar per bere e andare a donne) per mischiarsi con il popolo alfine di capirne meglio i bisogni. Proprio per questo suo desiderio di servire il suo popolo sogna di riformare profondamente il sistema del Bakufu, così da garantire felicità e benessere a tutti i sudditi. Nel corso di queste sue  uscite gli è capito spesso di imbattersi nella Yorozuya, con esiti tragicomici visto che Gintoki e i suoi compagni il più delle volte hanno finito involontariamente per umiliarlo o danneggiarlo fisicamente, ma nonostante ciò Shige Shige non ha mai preso provvedimenti nei loro confronti. Da bambino è stato addestrato dagli Oniwabanshu nell'arte del ninjiustu diventando molto amico di Zenzou Hattori, il quale spesso si trova a lavorare al suo servizio. Nonostante la giovane età, Shige Shige possiede un innato carisma, il quale suscita un profondo rispetto in coloro che lo circondano; infatti nell'arco narrativo Confession Arc, durante il quale perde la memoria a causa di una botta in testa procuratagli da Sadaharu, entra a far parte della fazione Joui di Katsura, arrivando persino a scalzarlo dal ruolo di capo dell'organizzazione. Doppiato in originale da Yuuki Ono e da bambino da Eriko Matsui, e in italiano da Davide Fumagalli e da bambino da Richard Benitez.

### Soyo Tokugawa
Soyo Tokugawa (徳川そよ, Tokugawa Soyo) è la sorella minore dello Shogun Shige Shige, il quale le è molto affezionato, e nipote di Sada Sada. Dopo la morte dei suoi genitori è stata cresciuta dal vassallo di Sada Sada Rotten Maizu, che sia lei che suo fratello lo considerano praticamente un padre, tanto da chiamarlo affettuosamente "nonnino". Ha sempre sofferto il fatto di essere confinata all'interno del Castello di Edo, ragion per cui ha cercato ogni scusa possibile per uscire dalle mura e vedere la città; durante una di queste sue visite fuori dal castello ha conosciuto Kagura, la quale è diventata la sua migliore amica. Doppiata in originale da Ryo Hirohashi e in italiano da Micaela Incitti (ep. 14) e Martina Tamburello (ep. 257+).

### Sada Sada Tokugawa
Zio e predecessore di Shige Shige nella carica di Shogun, è stato colui che ha concesso agli Amanto di assumere una posizione rilevante nel paese ed è sempre stato uno stretto collaboratore del Tendoshou. Da giovane era noto per essere un grande dongiovanni e un abile orditore di complotti e trame politiche, arrivando persino a ordinare la morte di propri familiari se questi gli si opponevano. È stato responsabile della morte di Yoshida Shouyo (maestro di Gintoki, Katsura e Takasugi), in quanto aveva ordinato la morte di tutti coloro che diffondessero l'insegnamento della Via del Samurai, reputandoli una minaccia per i suoi piani di collaborazione con gli Amanto. Successivamente Sada Sada abdicò in favore del nipote Shige Shige, ma ha continuato a mantenere saldamente nelle proprie mani il governo del paese, manovrando da dietro le quinte e indirizzando la politica del Bakufu, sebbene ufficialmente fosse il nipote a governare come Shogun. Nel corso degli eventi dell'arco narrativo Courtesan of a Nation, Shige Shige, grazie all'azione dei membri della Yorozuya e di Tsukuyo, è venuto a conoscenza delle trame dello zio e della sua crudeltà nei confronti del suo tutore Rotten Maizou, decidendo dunque di ribellarsi a questa situazione, mettendo in pratica un vero e proprio colpo di Stato, servendosi delle forze della Shinsengumi e della Mimawarigumi, denunciando i suoi crimini e facendolo arrestare, arrivando addirittura a presentare le proprie dimissioni da Shogun, sebbene queste siano successivamente state respinte, pur di fare in modo che lo zio pagasse per le sue malefatte. Nonostante la prigionia Sada Sada non smise di complottare, confidando di essere indispensabile per il Tendoshu e che questo avrebbe certamente inviato qualcuno per liberarlo e rimetterlo sul trono; tuttavia le sue aspettative furono disattese in quanto, prima che Oboro potesse liberarlo, fu raggiunto in prigione da Takasugi travestito da membro del Tenshouin Naraku e da lui brutalmente ucciso per vendicare la morte del suo maestro Shouyo, che era stata ordinata dallo stesso Sada Sada. Per evitare ulteriori disordini che minassero la stabilità del governo, le autorità decisero di insabbiare l'omicidio di Sada Sada, dichiarando ufficialmente che l'ex Shogun fosse in realtà morto di malattia. Doppiato in originale da Takaya Hashi e in italiano da Marco Balbi.

### Morimori Tokugawa
Morimori Tokugawa (徳川盛々, Tokugawa Morimori) compare unicamente durante l'arco narrativo Jugem Arc, durante il quale viene definito cugino di Shige Shige e Soyo, ed è presentato come poco più giovane di quest'ultima. Doppiato in originale da Ryōko Shiraishi.

### Nobu Nobu Hitotsubashi
Nobu Nobu Hitotsubashi (橋喜々 徳川喜々, Hitotsubashi Nobu Nobu) è un membro del terzo ramo della famiglia Tokugawa, gli Hitotsubashi appunto, lontano cugino di Shige Shige e suo erede apparente alla carica di Shogun in quanto il cugino è privo di eredi maschi. Nobu Nobu è a capo della Fazione Hitotsubashi, contrapposta a quella di Sada Sada, e rappresenta il tipico membro viziato e ambizioso dell'aristocrazia, convinto che la sua posizione gli garantisca la totale immunità. Nonostante venga presentato come un personaggio sadico ed egoista, nel corso della storia verrà approfondito il percorso che l'ha portato a diventare così; infatti suo padre era un generale dell'esercito del Bakufu durante la Guerra Joui, ma già all'epoca la fazione Hitotsubashi era in contrasto con l'allora Shogun Sada Sada, il quale approfittò di una sconfitta in battaglia contro i ribelli per condannare a morte il padre di Nobu Nobu e iniziare una feroce purga contro gli Hitotsubashi, accusandoli di tradimento, nella quale perirono anche la madre e molti altri parenti di Nobu Nobu. Rimasto uno dei pochi sopravvissuti degli Hitotsubashi, a causa del feroce ambiente politico in cui si trovò a crescere, Nobu Nobu sviluppà un carattere sadico ed egoistico, spinto anche dalla consapevolezza di non essere mai stato in realtà padrone delle proprie scelte, ma di essere sempre stato una pedina nelle mani di poteri più grandi di lui. Dopo l'assassinio di Shige Shige per mano di un sicario del Tendoshu, Nobu Nobu diventerà il nuovo Shogun e assumerà per qualche tempo il ruolo di antagonista nei confronti della Yorozuya, anche se successivamente si unirà ai protagonisti per combattere la minaccia demoniaca rappresentata da Utsuro. Doppiato in originale da Daisuke Namikawa e in italiano da Mattia Bressan.

## Famiglia Yagyuu
Gli Yagyuu sono una nobile famiglia di Samurai depositaria di una delle più raffinate tecniche di spada del Giappone. Per generazioni hanno servito il Bakufu, addestrando i membri della famiglia Tokugawa nell'arte della spada; nonostante la venuta degli Amanto abbia provocato il declino dei Samurai, gli Yagyuu mantengono tuttora una grande ricchezza e una forte influenza politica e dispongono di una propria milizia personale.

### Kyuubei Yagyuu
Kyubei Yagyu (柳生 九兵衛?, Yagyuu Kyuubei) è la figlia di Koshinori e amica d'infanzia di Tae Shimura, oltre a essere l'erede della famiglia Yagyuu e dai suoi membri viene chiamata "Giovane Maestro". Sua madre morì quando non aveva che pochi mesi, tuttavia suo padre rifiutò di risposarsi sapendo che qualora avesse avuto un figlio maschio Kyuubei sarebbe stata tenuta in poca considerazione all'interno della famiglia. Tuttavia, siccome è tradizione che il capofamiglia degli Yaguyuu sia un uomo, per rimediare alla "mancanza" Kyuubei venne allevata come un uomo dal padre e dal nonno Binbokusai, tuttavia l'accantonamento forzato della propria femminilità ha portato la ragazza a crescere in maniera molto confusa e ciò è per lei fonte di disagio. Quando era bambina strinse un profondo legame con Tae Shimura (arrivando a sacrificare un occhio per proteggere lei e Shinpachi da dei delinquenti Amanto) talmente forte da diventare in qualche modo "amore" e strapparle la promessa di diventare sua moglie una volta che fosse tornata dal suo viaggio di addestramento. Grazie all'intervento della Yorozuya tuttavia Kyuubei, pur continuando a mantenere degli atteggiamenti mascolini, ha cominciato a smussare gli aspetti più spigolosi del suo carattere e ad accettare gradualmente la sua femminilità (benché dia in escandescenze ogni volta che un uomo la tocca anche solo di striscio). Benché provi ancora dei forti sentimenti per Otae, Kyuubei sembra comunque aver sviluppato un certo interesse per Gintoki, l'unico uomo che in qualche modo l'abbia fatta sentire come una donna senza che ciò la mettesse a disagio. Doppiata in originale da  Fumiko Orikasa e in italiano da Elisa Giorgio.

### Binbokusai Yagyuu
Binbokusai Yagyu (柳生 敏木斎?, Yagyuu Binbokusai) è il patriarca della famiglia Yagyu, padre di Koshinori e nonno paterno di Kyuubei. Nonostante l'aspetto piccolo e gracile Binbokusai è il più abile spadaccino del clan Yagyuu e uno dei pochi a essere riuscito a tenere testa a Gintoki. Quando la sua nuora morì dopo aver dato alla luce Kyuubei, egli suggerì a Koshinori di risposarsi ma suo figlio rifiutò temendo che ciò avrebbe danneggiato la posizione della figlia all'interno della famiglia. Preso atto della volontà del figlio, Binbokusai lo assecondò nel suo progetto di crescere Kyuubei come un maschio, in quanto la tradizione degli Yagyuu prevedeva che a capo del clan vi fosse un uomo di comprovate doti; tuttavia successivamente si è pentito delle scelte imposte alla nipote e ha deciso di non intromettersi più nella sua vita. Doppiato in originale da Naoki Tatsuta e in italiano da Silvano Piccardi.

### Koshinori Yagyuu
Koshinori Yagyu (柳生 輿矩?, Yagyuu Koshinori) è il padre di Kyuubei e il figlio di Binbokusai, il patriarca della famiglia Yagyu. Come tutti gli uomini del clan è molto basso, tuttavia è comunque un maestro delle tecniche di spada del suo clan e tiene molto al suo status, tanto da essersi abituato a tenere in braccio un gatto, nonostante sia allergico, perché secondo lui "è proprio delle persone altolocate". Quando la madre di Kyuubei morì, Koshinori rifiutò di risposarsi amando ancora la moglie e sapendo che se avesse avuto un figlio maschio Kyuubei avrebbe perso la sua posizione all'interno della famiglia. Tuttavia la tradizione degli Yagyuu voleva un uomo a capo della famiglia, così assieme a Binbokusai decise di allevare Kyuubei come un uomo affinché diventasse il perfetto erede della famiglia. Tuttavia negli anni sia lui sia Binbokusai si sono pentiti di questa scelta, rendendosi conto che la repressione forzata della femminilità di Kyuubei l'ha condannata a una vita infelice e disordinata. Doppiato in originale da Takaya Kuroda e in italiano da Marco Pagani.

### Le Quattro Furie degli Yagyuu
Quello di Quattro Furie è il nome con il quale sono noti i quattro migliori studenti del dojo di spada degli Yagyuu e sono coloro ai quali è demandato il compito di proteggere l'onore del dojo e della famiglia.

#### Ayumu Toujou
Ayumu Tojo (東城 歩?, Toujou Ayumu) è il migliore delle Quattro Furie nonché, stando a Kyuubei, il più abile spadaccino del dojo dopo gli stessi membri della famiglia. È totalmente devoto a Kyuubei, che chiama "Giovane Maestro", e l'assiste in maniera quasi ossessiva. In gioventù, quando era un semplice studente del dojo, è stato testimone delle sofferenze della ragazza, costretta dal padre e dal nonno a crescere come un uomo, perciò ha sviluppato un carattere iperprotettivo nei suoi confronti. Ha il complesso di lolita e insiste affinché Kyuubei, nell'accettare il suo essere donna, indossi completi lolicon. Doppiato in originale da Kōji Yusa e in italiano da Massimo Di Benedetto.

#### Itsuki Kitaooji
Itsuki Kitaoji (北大路 斎, Kitaooji Itsuki) è il secondo spadaccino più forte delle Quattro Furie Yagyuu. Ha una personalità focosa, si arrabbia facilmente come si è visto con Hijikata durante l'arco di Yagyuu. Non è il tipo che combatte affidandosi all'istinto, ma pianifica i suoi attacchi, essendo più uno spadaccino riflessivo. Ha una vera e propria ossessione per il ketchup che, similmente a Hijikata con la maionese, mette in ogni piatto, ma nasconde questa sua passione fingendo che sia un cibo che odia e che lo mangi solo come allenamento personale. Doppiato in originale da Kenji Hamada e in italiano da Alessandro Germano.

#### Tsukamu Nishino
Tsukamu Nishino (西野 掴, Nishino Tsukamu) è il terzo spadaccino delle Quattro Furie Yagyuu. È un uomo enorme, oltre i due metri, e pelato che, oltre ad una grande abilità con la spada, possiede una tremenda forza bruta, tanto da rivaleggiare con Kagura. Nell'arco narrativo Yagyuu Arc viene sconfitto da Kagura, la quale utilizza Okita come un maglio per rompere il piattino che portava sulla fronte e metterlo fuori combattimento. Doppiato in originale da Yoshinori Sonobe e in italiano da Alessandro Conte.

#### Sui Minamito
Sui Minamito (南戸 粋, Minamito Sui) è il quarto spadaccino delle Quattro Furie Yagyuu. Uomo estremamente vanitoso e ossessionato dal proprio aspetto, per dileggio viene chiamato dai suoi compagni "faccia di c*zzo" per una presunta somiglianza con l'appendice maschile. È il meno forte delle Quattro Furie Yagyuu e anche quello meno coraggioso, anche perché nella sua vanità la sua massima preoccupazione è di non venire colpito al volto. Doppiato in originale da Hikaru Midorikawa e in italiano da Renato Novara.

## Kaientai
Il Kaientai è una flotta spaziale fondata da Sakamoto Tatsuma e diretta in società con Mutsu. Benché ufficialmente sia solo una flotta mercantile, le navi di Sakamoto sono pesantemente armate e ad alta tecnologia, tanto da riuscirsi a scontrare con successo contro le navi dell'Harusame.

### Tatsuma Sakamoto
Tatsuma Sakamoto (坂本 辰馬?, Sakamoto Tatsuma) è un samurai a capo della flotta commerciale spaziale Kaientai assieme alla sua socia Mutsu e grande amico di Gintoki e Katsura. Nonostante Sakamoto sia considerato un perfetto idiota dai suoi conoscenti, nel corso della sua vita ha dato prova di grandi capacità: originario di una facoltosa famiglia di mercanti di Tosa, durante la Guerra dei Joui si unì all'esercito ribelle, diventando uno dei Quattro Generali Celesti assieme a Kotarou Katsura, Takasugi Shinsuke e Sakata Gintoki. Durante il conflitto si rivelò un ottimo spadaccino, ma la sua vera specialità era la capacità di riuscire sempre a procurare all'esercito il denaro e i rifornimenti necessari anche in
situazioni disperate, dimostrando uno spiccato senso per gli affari e capacità di contrattazione fuori dal comune. Tuttavia il sogno di Sakamoto era di viaggiare nello spazio ed esercitare lassù la propria attività mercante e cercò di convincere Gintoki a venire con lui, ma senza successo. Dopo la guerra Sakamoto, nonostante soffrisse terribilmente il "mal di spazio" decise di seguire il proprio sogno e, dopo aver incontrato Mutsu nel corso delle sue peregrinazioni, fondò il Kaientai, una corporation di commercio spaziale specializzata in qualsiasi tipo di merce. Fisicamente appare come poco più alto di Gintoki, con una folta capigliatura castana riccia, indossa sempre un paio di occhiali da sole e un cappotto rosso; sul braccio destro ha una profonda cicatrice che dalla mano gli corre lungo il braccio, cosa che l'ha reso inabile a reggere il peso della spada, dunque, a differenza dei suoi ex commilitoni, rimasti fedeli all'utilizzo della spada, Sakamoto si è modernizzato adottando come arma una pistola. Benché normalmente assuma comportamenti che potrebbero farlo sembrare un completo idiota (ama ubriacarsi e andare a donne) nella realtà Sakamoto è molto intelligente e un abile negoziatore, capace di strappare sempre l'affare migliore e in grado di vincere le diffidenze grazie al suo inguaribile ottimismo; ha mantenuto un buon rapporto con i suoi ex-compagni, anche se spesso Gintoki finisce per picchiarlo in quanto Sakamoto ha l'abitudine di storpiare il suo nome in "Kintoki" (che tradotto letteralmente significherebbe "anima di testicolo") oppure finisce per mettere lui e gli altri membri della Yorozuya nei guai. Doppiato in originale da Shin'ichirō Miki e in italiano da Nanni Baldini e Paolo De Santis (ep. 57+).

### Mutsu
Mutsu (陸奥, Mutsu) è una donna Amanto che ricopre il ruolo di vicepresidente della flotta commerciale Kaientai; sebbene ufficialmente sia una subordinata di Sakamoto, il più delle volte è a lei che tocca risolvere risolvere le situazioni spinose causate dal comportamento irresponsabile del suo principale, il quale nutre nei confronti di Mutsu una fiducia sconfinata, anche se spesso finisce per essere selvaggiamente picchiato a sangue dalla sua sottoposta. Sebbene non venga specificato nelle sue prime apparizioni, nel corso della storia di Gintama si viene a conoscenza del fatto che Mutsu non è una comune Amanto, ma in realtà appartiene alla tribù degli Yato, esattamente come Umibozou e i figli di questo Kagura e Kamui, dunque è una formidabile combattente dotata di una tremenda forza bruta e abilità nelle arti marziali. Figlia del comandante della flotta spaziale pirata Chidori, dedita al commercio di schiavi, venne cresciuta ed educata come una pirata, in quanto avrebbe dovuto succedere al padre al comando della flotta; a quattordici anni venne messa a capo della seconda divisione del gruppo Chidori, anche se non si sentì mai taglia per la vita alla quale era stata destinata; l'incontro con Umibouzu e i racconti delle sue avventure risvegliò in lei il desiderio di abbandonare la vita del pirata e per dedicarsi alle avventure spaziali. L'occasione le si presentò quando Sakamoto incrociò il suo cammino: infatti, poco tempo dopo la cattura del terrestre da parte dei pirati, suo padre, comandante del gruppo Chidori, morì e gli altri membri dell'organizzazione decisero di sbarazzarsi di lei uccidendola assieme agli schiavi in quel momento detenuti nelle navi. Mutsu colse quindi l'opportunità di cambiare vita e durante una sosta sulla Terra, dopo aver liberato Sakamoto e gli altri schiavi, si liberò dei pirati Chidori gettandoli in mare e fondò con l'uomo la società commerciale spaziale Kaientai, arruolando gli schiavi liberati come membri dell'equipaggio. A volte sembra totalmente indifferente al destino di Sakamoto, e quando perde la pazienza arriva a picchiarlo a sangue fin quasi a lasciarlo mezzo morto. Doppiata in originale da Akeno Watanabe e in italiano da Francesca Manicone e Chiara Leoncini (ep. 57+).

## Jouishishi
Gli Jouishishi sono una fazione di ribelli nazionalisti che vuole rovesciare il governo del Bakufu e scacciare gli Amanto dal Giappone per restaurare le antiche tradizioni Samurai. Attualmente sono divisi in due fazioni principali: una moderata con a capo Katsura, e una estremista, denominata Kiheitai, con a capo Takasugi Shinsuke; esistono inoltre una serie di gruppuscoli criminale che si rifanno all'ideologia Joui ma, a differenza di Katsura e del Kiheitai, non vengono considerati una grave minaccia dalle autorità, sebbene vengano comunque ferocemente repressi.

### Fazione di Katsura

#### Kotarou Katsura
Kotaro Katsura (桂 小太郎?, Katsura Kotarō), conosciuto anche con l'appellativo di "Nobile Furia", è il leader della fazione moderata dei ribelli Joui, oltre che essere amico ed ex-compagno di scuola di Gintoki e Shinsuke dai tempi della Shouka Sonjuku. Durante la Guerra di Espulsione Katsura era uno dei quattro generali dell'esercito ribelle assieme a Gintoki, Takasugi e Sakamoto, e il suo ruolo era essenzialmente quello dello stratega che elaborava i piani di battaglia mentre i suoi compagni si occupavano di metterli in pratica. La sua principale caratteristica sono dei capelli neri e lunghi che gli scendono lungo la schiena (tanto che durante l'arco narrativo Benizakura Arc l'assassino Nizou si chiedeva se Katsura fosse davvero un uomo per avere dei capelli così lisci e setosi) i quali sono anche oggetto di dileggio da parte di Gintoki e altri personaggi di Gintama, che spesso lo chiamano Zura (che in giapponese significa "parrucca") dando vita a una delle gag più ricorrenti di Gintama ("Non sono Zura! Sono Katsura!"). Di solito indossa un kimono blu con una fascia gialla. Il fatto che in genere indossi un haori azzurro sopra il kimono e calzini bianchi con le pantofole, suggerisce che Katsura sia particolarmente attento nel modo in cui si veste e si comporta. Non viene mai visto sdraiato o seduto in modo non raffinato, e di solito tiene le braccia nelle maniche quando non trasporta nulla; utilizza un linguaggio ricercato e sempre rispettoso del prossimo, badando bene a non offendere mai l'interlocutore. Dato che è un ricercato, Katsura usa solitamente dei travestimenti per nascondersi dallo Shinsengumi o per vagare liberamente in pubblico, tanto da essere conosciuto sia con il soprannome di "maestro dei travestimenti" che come "maestro dell'evasione", in quanto ogni volta che le autorità sono riuscite ad arrestarlo è riuscito a fuggire. Dopo la guerra si è infatti messo a capo dell'organizzazione clandestina dei Patrioti Espulsionisti, ed è considerato un terrorista dalle forze del Bakufu; ha spesso cercato di convincere Gintoki ad abbracciare la sua causa, ma è sempre stato snobbato da Gin. Nonostante da bambino fosse considerato una sorta di ragazzo prodigio e come stratega abbia dimostrato di essere piuttosto competente durante la guerra, le sue decisioni spesso illogiche e modi di fare antiquati spesso danno luogo a situazioni piuttosto imbarazzanti (come quando si mise in coda per acquistare l'ultimo modello di Owee credendo che si trattasse di una Famicon) che lo fanno apparire come un completo idiota, privo di ogni senso pratico. Inoltre sembra essere totalmente privo di senso dell'umorismo, prende troppo seriamente qualsiasi cosa, il che tende ad enfatizzare le sue figure da imbecille: infatti, durante l'arco narrativo Confession Arc, non è stato in grado di riconoscere lo Shogun Shigeshige (nonostante le osservazioni dei suoi sottoposti)  il quale in preda all'amnesia ha finito per unirsi al suo gruppo Joi e lo ha addirittura scalzato dal comando. Ha inoltre una passione per le donne sposate e le vedove, oltre a essere ossessionato dal naso di Jackie Chan e ad amare follemente gli animali. Doppiato in originale da Akira Ishida e da bambino da Yuki Kaida, e in italiano da Marco Baroni (ep. 1-44) e Edoardo Lomazzi (ep. 50+), e da bambino da Manfredi Mo.

#### Elizabeth
Elizabeth (エリザベス?) è l'animale domestico Amanto di Katsura regalatogli da Sakamoto e al quale il Capo del Joui è molto affezionato, tanto da minacciare chiunque lo offenda. Si tratta di un personaggio molto misterioso, del quale non si conoscono le vere e proprie origini: si presenta come una strana papera molto alta e dal corpo completamente bianco e liscio, anche se è apparso chiaro in diversi episodi che quello non è il suo vero aspetto ma si tratta di un travestimento che nasconde un corpo antropomorfo, tuttavia l'affetto di Katsura per il suo animale domestico è talmente grande da impedirgli di notare tutti questi particolari. Elizabeth per la maggior parte della serie non parla, a parte casi rarissimi, ma si esprime solamente attraverso cartelli, inoltre è fisicamente molto forte ed è in grado di maneggiare con una certa abilità sia le armi da fuoco sia le spade. Nonostante tecnicamente sia l'animale domestico di Katsura, con il tempo ha assunto il ruolo di suo braccio destro e vice-comandante del Joui, tanto che quando Katsura si assenta è Elizabeth ad assumere il comando delle operazioni, venendo obbedito senza esitazione dai subordinati del padrone. Doppiato in originale da Shinji Takamatsu, Tōru Furuya (Eren) e Akira Kamiya (Dragonia), e in italiano da Paolo Carenzo (Eren) e Maurizio Merluzzo (Dragonia).

#### Dragon Leader
Dragon Leader (ドラゴン隊長?, Doragon Taicho) è l'alias dell'attore di arti marziali Jackie Chan, il quale fa segretamente parte del movimento Joui e si occupa di addestrare le nuove reclute. Ha una personalità molto esplosiva ed entusiasta, anche se è convinto che il principale punto del corpo da proteggere sia il naso anche a dispetto dei testicoli. Nell'anime di Gintama a dargli la voce è lo stesso doppiatore di Jackie Chan, Hiroya Ishimaru, e in italiano è doppiato da Federico Zanandrea.

### Kiheitai

#### Shinsuke Takasugi
Shinsuke Takasugi (高杉 晋助?, Takasugi Shinsuke) è il leader della fazione estremista del Joui nota come Kiheitai e il principale antagonista della serie prima dell'apparizione di Utsuro. Nato in una famiglia di samurai venne costretto ad abbandonare l'accademia che frequentava per via del suo atteggiamento violento e arrogante, che lo mise in urto con gli altri studenti della scuola e con la sua stessa famiglia. In seguito venne avvicinato dal misterioso maestro Shouyou, il quale lo convinse a entrare nella sua scuola per samurai: la Shouka Sonjuku. Qui conobbe Sakata Gintoki, con il quale sviluppò un'amicizia/rivalità in quanto Gin era l'unico tra tutti gli studenti a riuscire a tenergli testa negli allenamenti con la spada. Dopo che il Maestro Shouyou venne portato via, Shinsuke si unì all'esercito Joui assieme ai suoi compagni della Shouka Sonjuku diventando il comandante della divisione nota come Kiheitai, la più feroce e temibile delle unità dell'esercito ribelle, nella quale militava come tecnico degli armamenti anche Saburou Gengai il figlio di Gengai. Dopo la morte di Shouyo e la fine della guerra, Shinsuke ha fondato un'organizzazione terroristica estremista alla quale ha dato lo stesso nome della sua vecchia unità. A differenza di Katsura, il quale vuole distruggere solo il Bakufu per riformare il Paese secondo i valori dei Samurai, Shinsuke è spinto unicamente da motivi distruttivi in quanto a lui non basta eliminare il governo ma vuole distruggere l'intero paese. Doppiato in originale da Takehito Koyasu e da bambino da Hōko Kuwashima, e in italiano da Francesco Pezzulli (ep. 17) e Ruggero Andreozzi (ep. 59+), e da bambino da Gabriele Zunino.

#### Saburou Hiraga
Saburo Hiraga (平賀 三郎?, Hiraga Saburou) era il figlio di Gengai Hiraga, il più grande inventore e meccanico di Edo. Si arruolò nel Kiheitai durante la Guerra del Joui per cercare di fermare le macchine di suo padre, le quali venivano utilizzate dal Bakufu  per combattere i propri nemici. Catturato dal Governo venne giustiziato assieme a molti altri suoi commilitoni, e ciò fece sviluppare a Gengai un profondo odio nei confronti del Governo, che venne sfruttato da Shinsuke per attentare alla vita dello Shogun. Doppiato in originale da Wataru Hatano e in italiano da Massimo Aresu (1ª voce) e Diego Baldoin (2ª voce).

#### Matako Kijima
Conosciuta anche come Red Bullet, per via del suo stile di combattimento basato sull'utilizzo di due pistole contemporaneamente, Matako è un membro del Kihetai e assieme a Kawakami Bansai e Takechi Henpeita è una dei principali comandanti dell'organizzazione. Unitasi al Kihetai dopo la morte dei genitori per mano del Bakufu, si è innamorata non ricambiata di Takasugi ed esegue zelantemente ogni suo ordine nel tentativo di farsi notare da lui. Spesso trova da ridire con Henpeita, accusandolo di essere un pervertito. Doppiata in originale da Risa Hayamizu e in italiano da Valentina Pallavicino.

#### Bansai Kawakami
Bansai Kawakami (河上 万斉?, Kawakami Bansai), conosciuto anche come Deaf Man (つんぼこと, tsunbo koto) o semplicemente Tsunpo (つんぽ), è il secondo in comando della fazione Kihentai degli Jouishishi. Nasconde la sua vera identità di criminale e terrorista dietro lo pseudonimo di Tsunpo e il rispettabile mestiere di produttore musicale: è infatti il produttore della idol Otsu Terakado, per la quale ha pure scritto i testi per alcune canzoni. È un abile spadaccino e la sua arma è uno shamisen, all'interno del quale è occultata una spada, ma che a sua volta può essere utilizzata come arma. È colui che ha negoziato l'alleanza tra il Kiheitai e l'Harusame, oltre ad essere il burattinaio dietro la cospirazione per distruggere la Shinsengumi e uccidere Kondo nell'arco narrativo "Shinsengumi Crisis Arc". Doppiato in originale da Takumi Yamazaki e in italiano da Roberto Fedele.

#### Henpeita Takechi
Henpeita Takechi (武市 変平太?, Takechi Henpeita) è un samurai, ex funzionario del Bakufu, che si è unito al Kiheitai dopo la fine della guerra Joui. È uno dei subordinati di Takasugi e assieme a Matako e Bansai è uno dei principali comandanti dell'organizzazione. Di aspetto piuttosto ordinario, non è un combattente molto forte e si occupa principalmente di elaborare le strategie del gruppo tenendosi lontano dal campo di battaglia, anche se quando la situazione lo richiede è pronto a impugnare la spada. Takechi è un appassionato di lolicon (termine che in giapponese è associato alla pedofilia) e spesso viene chiamato dai suoi compagni Hentai-Senpai ("Capitano Pervertito") ma lui rifiuta questo appellativo definendosi un "femminista" con una "sana attrazione" verso le giovani donne. Doppiato in originale da Chafūrin e in italiano da Gabriele Calindri.

#### Nizou Okada
Nizo Okada (岡田 似蔵?, Okada Nizou) era un feroce assassino non vedente che si unì al Kiheitai dopo essere rimasto affascinato dalla "luce" emanata dallo spirito indomito di Takasugi. Dopo essere stato sconfitto da Gintoki una prima volta decise di rendere sé stesso una cavia per la Benizakura, la terribile spada bionica creata da Murata Tetsuya, diventando uno Tsujigiri e andando molto vicino a uccidere persino Katsura e Gintoki. Ha trovato la morte combattendo contro Gintoki alla fine dell'arco narrativo della Benizakura. Doppiato in originale da Yutaka Aoyama e in italiano da Diego Baldoin.

## Tendoshu
Il Tendoshu è la più potente organizzazione dell'universo, colei che detiene praticamente il monopolio dell'Altana, ovverosia la principale fonte di energia che permette la navigazione delle navi spaziali e il funzionamento dei terminal presenti in ogni pianeta, e ciò rende il Tendoshu praticamente il vero padrone dell'universo lasciando agli altri pianeti e organizzazioni solo una parvenza di indipendenza. È organizzato in maniera molto gerarchica con a capo un consiglio di 12 Amanto (attualmente 11 Amanto e un umano) e al suo servizio ha la feroce organizzazione di assassini nota come Tenshouin Naraku.

## Tenshouin Naraku
Il Tenshouin Naraku è un gruppo di assassini fondato da Utsuro secoli prima dell'inizio delle vicende di Gintama. Si tratta di un gruppo simile ad una setta, i cui membri indossano tutti le vesti tipiche dei sacerdoti buddisti e combattono con bastoni da sacerdoti, che per secoli ha lavorato nell'ombra compiendo assassinii al servizio del Bakufu, prima di essere sostituiti dall'organizzazione Ninja degli Oniwabanshu. Attualmente lavora al servizio del Tendoshu, e risponde direttamente agli ordini di Utsuro, il quale è riuscito a diventare il membro più importante dell'organizzazione Amanto.

### Utsuro
Fondatore e primo capo dell'organizzazione dei Tenshouin Naraku, è come Kouka, la madre di Kamui e Kagura, un essere nato dall'Altana che ha più di cinquecento anni. È il principale antagonista della storia di Gintama, rivelatosi nell'arco narrativo Addio Shinsengumi. Nato dall'Altana della terra, noto per essere uno dei tipi più puri dell'universo, visse un'esistenza travagliata venendo ostracizzato dai terrestri i quali, non conoscendone la natura, lo temevano e più volte tentarono di ucciderlo, anche se inutilmente poiché, data la sua natura sovrumana, ogni volta che veniva ucciso risorgeva poco dopo. Lentamente Utsuro cominciò a sviluppare un grande odio nei confronti dell'umanità e la sua iniziale bontà venne pian piano soppressa trasformandosi in un assassino senza pietà. Fondò dunque l'associazione segreta di assassini del Tenshouin Naraku che per secoli fu al servizio del Bakufu; esternamente poteva sembrare che il capo dei Naraku cambiasse, ma in realtà era sempre Utsuro il quale cambiava identità a intervalli di alcune decine di anni.
Nel corso degli anni tuttavia, la parte buona di Utsuro cominciò a emergere e un giorno aiutato da Oboro, un ragazzo reso orfano dai Naraku al quale aveva salvato la vita e adottato come allievo, lasciò l'organizzazione e assunse l'identità di Yoshida Shouyou, fondando una scuola per samurai dove accogliere i giovani sbandati e gli orfani. Tuttavia il Tenshouin Naraku, su ordine dello Shogun Sada Sada che reputava ormai i Samurai una minaccia ai suoi piani, catturò Shouyou e distrusse la sua scuola; ciò portò i suoi ex allievi Katsura, Gintoki e Takasugi ad unirsi all'esercito Joui nel tentativo di liberare il loro maestro, il quale venne giustiziato davanti ai suoi ex-allievi, gettandoli in uno stato di disperazione e voglia di vendetta.
La morte di Shouyou tuttavia non significò la fine di Utsuro: infatti, in quanto essere nato dall'Altana, risorse poco dopo ma in lui non vi era più alcuna traccia del compassionevole Shouyou, lasciando il posto solo alla malvagità e all'odio. Utsuro riprese dunque le redini dei Naraku e cominciò una scalata al potere che lo portò a diventare membro del Tendoshu, l'organizzazione intergalattica Amanto che segretamente controlla buona parte dell'universo servendosi del monopolio dell'Altana, assumendone una posizione preminente. Più avanti nella storia verrà rivelato che Utsuro in realtà non si è unito al Tendoshu per sete di potere, quanto piuttosto per sfruttare le enormi risorse dell'organizzazione per attuare la sua vendetta non solo contro l'umanità ma l'intero universo: infatti, servendosi della sua immortalità derivata dall'essere stato generato dall'Altana, si è conquistato la fiducia degli altri membri del Tendoshu (offrendo il suo sangue come una sorta di elisir di lunga vita) facendogli tuttavia abbassare la guardia e permettendogli di ottenere ben più potere. Doppiato in originale da Kōichi Yamadera e in italiano da Andrea Oldani.

### Oboro
Era l’assassino di punta dell’organizzazione, il primo degli allievi di Utsuro, quand’era ancora Yoshida Shouyo, è uno dei principali antagonisti della serie. Quando era un bambino la sua famiglia venne sterminata dai Naraku, ma lui fu salvato proprio da Shouyo, diventando così il primo discepolo della Shouka Sounjuku. Tuttavia, l’ombra dei Naraku avvolgeva ancora la figura del suo sensei, così sviò le loro indagini, entrando fra le loro file, per proteggerlo. Fu in questo periodo, che vide per la prima volta Gintoki, Katsura e Takasugi, quand’ancora erano bambini. In seguito allo scoppio della guerra, e seguendo gli ordini di Sada Sada, iniziò ad eliminare tutti i samurai ostili al Bakufu. Fra i suoi obiettivi si annoveravano anche Sasaki Isaburo e il Demone Bianco, del quale divenne un feroce rivale. Assiste poi all’esecuzione di Shouyo, accecando successivamente Takasugi ad un occhio. Ricompare nell’arco della Cortigiana, nel quale si palesa anche la minaccia incombente dei Naraku e del loro leader. Oboro è un uomo calmo, taciturno e letale, uno dei combattenti più forti della serie, tanto da rivaleggiare con Gintoki, ed estremamente fedele ad Utsuro; prova anche un certo rispetto per il protagonista, anche perché il suo vero desiderio sarebbe stato seguire Shouyo al fianco di quegli altri quattro bambini. Doppiato in originale da Kazuhiko Inoue e in italiano da Dimitri Winter.

### Hitsugi
È un feroce e abile assassino che, grazie alle sue abilità straordinarie, è riuscito a scalare i ranghi dell'organizzazione fino a diventare uno dei "Tre Corvi del Naraku", ovverosia i tre combattenti più forti dell'organizzazione assieme a Oboro e Nobume (prima che questa decidesse di abbandonare l'organizzazione). Dopo la morte di Oboro diventa il capo dei Tenshouin Naraku e uno dei principali antagonisti assieme a Utsuro. Doppiato in originale da Masashi Sugawara e in italiano da Luca Graziani.

## Tribù Yato
Gli Yato (夜兎? lett. "Conigli della notte") sono una tribù guerriera di Amanto originari del pianeta Kouan che furono costretti ad abbandonare a seguito di una serie di cataclismi causati da una guerra nucleare contro altri pianeti. Benché molto simili agli umani, gli Yato sono molto più forti e hanno una capacità rigenerativa fuori dal comune che gli permette di guarire in poche ore da ferite che metterebbero fuori combattimento un qualsiasi umano, anche se sono molto sensibili alla luce del sole e dunque sono costretti a girare con ombrelli parasole che sono anche le loro armi tradizionali. Assieme ai Dakini e agli Shinra sono considerati i guerrieri Amanto più forti dell'universo e molti dei personaggi più temibili di Gintama (come Kagura, Kamui e il loro padre Umibouzu) fanno parte di questa tribù.

### Umibouzu
Umibouzu (星海坊主?, Umibōzu), il cui vero nome è Kankou (神晃?, Kankō), è un fortissimo guerriero della tribù Yato, padre di Kamui e Kagura. Considerato il guerriero più potente dell'universo (almeno fino allo scontro con Utsuro) si è guadagnato il nome di Umibozu (che significa letteralmente "monaco del mare (della galassia)") grazie alle sue imprese nella galassia come cacciatore di taglie, combattendo mostri pericolosi e potenti criminali dietro pagamento. In gioventù possedeva una fluente chioma nera, della quale era molto orgoglioso, mentre adesso soffre di una incipiente calvizie, cosa che lo fa vergognare profondamente, tanto che cerca di nasconderla servendosi di un casco da aviatore o di parrucchini, e s'infuria ogni volta che la figlia, Gintoki o altri personaggi lo chiamano "vecchio pelato". Quando era ancora un giovane guerriero, si scontrò per tre giorni con Housen (considerato il più forte membro del Clan Yato) per il titolo di guerriero più potente, ma alla fine questo si concluse in parità in quanto Kankou interruppe il duello sostenendo di aver bisogno di andare di corpo. Durante un suo viaggio nel pianeta natale degli Yato conobbe Kouka, una donna Yato nata dall'Altana del pianeta (similmente a Utsuro sulla Terra), che dopo una corte spietata convinse a lasciare il pianeta per vivere con lui come moglie. Dall'unione nacquero i due figli Kamui e Kagura, ma la distanza dalla fonte primaria dell'Altana provocò a Kouka una malattia degenerativa, e Kankou prese dunque a viaggiare in lungo e in largo per la galassia nel tentativo di trovare una cura per la moglie, cosa che lo portò a trascurare in parte la sua famiglia. Ciò provocò il risentimento del figlio Kamui, il quale reputava il padre responsabile della malattia della madre; così, durante una delle visite del padre da uno dei suoi frequenti viaggi, Kamui lo attaccò con l'intenzione di ucciderlo e ripristinare un'antica tradizione Yato che prevedeva che il figlio uccidesse il padre per dimostrare il proprio valore. Nonostante la violenza e la sorpresa dell'attacco, che gli costò la perdita del braccio sinistro, Umibouzu ebbe la meglio sull'ancora inesperto Kamui e probabilmente avrebbe finito per ucciderlo se Kagura non si fosse frapposta tra lui e il fratello. Dopo questo episodio Kamui, ormai assetato di sangue e di vendetta, abbandonò la famiglia per unirsi a Housen, e Umibouzu giurò che avrebbe messo fine personalmente alla malvagità del figlio qualora ne avesse avuto l'occasione. Anni dopo, quando seppe che Kagura si era trasferita sulla Terra e si era unita alla Yorozuya, si recò a Edo per riportarla a casa, in quanto era convinto che la sua natura di Yato non avrebbe fatto altro che danneggiare coloro ai quali la ragazza si sarebbe affezionata, facendola soffrire. Tuttavia alla fine Umibouzu, dopo aver visto quanto Gintoki e Shinpachi volessero bene a Kagura, decise di permettere alla ragazza di continuare a vivere a Edo e lavorare alla Yorozuya. Doppiato in originale da Shō Hayami e in italiano da Michele Kalamera (ep. 40-46) e Oliviero Corbetta (ep. 96+) e da giovane da Matteo Zanotti.

### Kouka
Kouka (江華, Kōka) era una donna della tribù degli Yato, moglie di Umibouzu e madre di Kamui e Kagura, i quali hanno ereditato da lei i loro fluenti capelli rossi. Morta anni prima dell'inizio degli eventi di Gintama, nel corso della serie si scoprirà che ella non era in realtà una Yato vera e propria, ma una mutante nata dall'energia dell'Altana presente sul pianeta natale degli Yato e, similmente a Utsuro, immortale finché rimaneva in prossimità della fonte di Altana che le ha dato la vita. In seguito incontrò e s'innamorò del giovane Umibouzu e lasciò assieme a lui il pianeta degli Yato, ma ciò fu causa anche della malattia che gradualmente la indebolì fino a portarla alla morte. Sia nella versione originale che in quella italiana, condivide la stessa doppiatrice di sua figlia Kagura.

### Kamui
Kamui (神威, Kamui) è il primogenito di Umibouzu e Kouka, oltre a essere il fratello maggiore di Kagura. Si presenta come un bellissimo ragazzo con i capelli rossi (gli stessi della sorella minore e della madre) legati in un lungo codino. Prima dell'inizio della storia di Gintama ha tentato di uccidere suo padre, che considerava responsabile della malattia di sua madre, cercando di far rivivere l'antica tradizione degli Yato secondo la quale un figlio avrebbe dovuto uccidere il proprio padre per dimostrare la propria forza; riuscì a tagliare un braccio a suo padre, ma Umibouzu si dimostrò comunque più forte del figlio e probabilmente l'avrebbe ucciso se Kagura non si fosse messa in mezzo per proteggere il fratello. Dopo questo fatto Kamui lasciò la famiglia e seguì Housen, vecchio rivale del padre, unendosi alla settima flotta Harusame, composta unicamente da membri della razza Yato, della quale assumerà il comando una volta che Housen si ritirerà definitivamente dalla carriera di pirata spaziale. Ha un carattere sadico ed è amante delle battaglie, non per concetti romantici quali l'onore o il cimento, ma unicamente per il gusto della violenza insito nel suo stesso sangue Yato, tanto che non si fa scrupoli ad uccidere i suoi stessi subordinati se si mettono in mezzo; l'unica eccezione che si concede è che non uccide né donne né bambini, ma non per spirito umanitario: nella sua logica perversa infatti, le prime hanno la possibilità di mettere al mondo figli forti contro cui lui potrà misurarsi, mentre i secondi potranno eventualmente diventare forti e sfidarlo. Doppiato in originale da Satoshi Hino e da bambino da Chika Anzai, e in italiano da Andrea Colombo Giardinelli e da bambino da Alessio Talamo.

### Housen
Housen (鳳仙?, Hōsen), conosciuto anche come il "Re degli Yato" o "Re della Notte", era un guerriero appartenente alla tribù degli Yato ed ex comandante della settima flotta dell'Harusame, una potente unità composta solo da guerrieri Yato il cui comando è stato poi ereditato da Kamui. Era rinomato per essere il guerriero Yato più potente mai conosciuto, tanto da essere riconosciuto quasi all'unanimità Capo del clan dagli altri Yato; l'unico a non sottomettersi alla sua autorità fu Umibozou, con il quale Housen si scontrò in un duello durato tre giorni e conclusosi sostanzialmente in un pareggio, perché Umibouzu doveva andare al gabinetto. Dopo che Kamui lasciò la propria famiglia, egli l'accolse nella settima flotta e ne divenne il mentore insegnandogli a combattere come uno Yato. In seguito rassegnò le dimissioni dall'Harusame e si stabilì sulla Terra, dove divenne il padrone di Yoshiwara, governando la città sotterranea con il pugno di ferro e facendone il proprio regno personale. È il principale antagonista durante l'arco narrativo di Yoshiwara. Doppiato in originale da Banjō Ginga e in italiano da Massimiliano Lotti.

### Abuto
Abuto  (阿伏兎) è uno Yato membro della settima flotta Harusame e luogotenente di Kamui. Come membro della razza degli Yato è molto forte, tuttavia a differenza del suo comandante Kamui non ama i combattimenti inutili, soprattutto contro altri membri della sua razza, ma quando si impegna in battaglia non si fa scrupoli dinnanzi a nessuno. Compare per la prima volta durante l'arco narrativo Yoshiwara Arc e perde un braccio cercando di impedire lo scontro tra Kamui e Housen, ma ciò non è andato a detrimento della sua capacità combattiva, tanto che ha tenuto agevolmente testa a Kagura e Shinpachi, almeno fino a quando la ragazza non è entrata in "modalità berserker" nel momento in cui Abuto era sul punto di uccidere il suo amico. Doppiato in originale da Hōchū Ōtsuka e in italiano da Federico Zanandrea.

## Harusame
L'Harusame è il più grande sindacato del crimine dello spazio e possiede una delle flotte spaziali più potenti dell'universo. Di questa organizzazione hanno fatto parte personaggi come Kamui, il fratello di Kagura, Housen e la Principessa Pavone Kada.
- Ammiraglio Abo, doppiato in originale da Mitsuaki Hoshino e in italiano da Sergio Romanò.
- Shirei, doppiato in originale da Masashi Nogawa e in italiano da Claudio Ridolfo.
- Plutone Batou, doppiato in originale da Tomokazu Seki e in italiano da Alessandro Muraca.
- Urano Hankai, doppiato in originale da Kazuhiro Yamaji e in italiano da Sergio Romanò.
- Nettuno Shokaku, doppiato in originale da Rikiya Koyama e in italiano da Stefano Albertini.
- Gorou

## Altri personaggi

### Principe Hata
Il Principe Hata (ハタ皇子 Hata Ōji), nome storpiato il più delle volte come Principe Idiota (バカ皇子 Baka Ōji) è un Principe Amanto del pianeta Oukoku. Si tratta di un grasso, ricco e viziato aristocratico con una passione smisurata per gli animali, anche estremamente pericolosi, dei quali fa collezione aiutato dal suo maggiordomo Jii (il quale tuttavia non perde occasioni per deriderlo); ogni sua apparizione nell'anime è accompagnata da un assolo di yodel. Molte volte la smania di Hata di collezionare animali ha messo in serio pericolo la città di Edo, poiché i suoi "animaletti" si sono rivelati spesso dei pericolosi mostri, costringendo spesso la Yorozuya a intervenire per riparare al danno. È stato la causa principale del licenziamento di Hasegawa dal suo ruolo di dirigente del Dipartimento Immigrazione, dopo che questi, esasperato dal suo carattere petulante e viziato, gli sferrò un fortissimo pugno. Doppiato in italiano da Fabrizio Mazzotta e da Riccardo Rovatti.

### Jii
Jii (じい) è il vecchio maggiordomo del Principe Hata; sebbene inizialmente appaia come un fedele servo del proprio padrone, nel corso della serie rivela il suo reale carattere che è quello di un vecchio acido e menefreghista che non si esime dallo storpiare il nome del Principe in "Idiota" e a metterlo in situazioni di pericolo. Doppiato in italiano da Giorgio Locuratolo e da Marco Pagani.

### Matsudaira Kuriko
Matsudaira Kuriko (松平 栗子) è la figlia adolescente di Katakuriko Matsudaira, brutale capo della Polizia di Edo, il quale è iperprotettivo nei suoi confronti, tanto da non approvare nessuno degli spasimanti frequentati dalla ragazza, arrivando più volte a cercare di ucciderli. Ha i capelli castano chiari e gli occhi marroni, e lavora part-time in un discount a "distanza di tiro" dall'ufficio di suo padre. Kuriko si vergogna del genitore, il quale spesso conduce una vita dissoluta assumendo comportamenti assolutamente poco consoni al proprio ruolo (più volte il padre è tornato a casa ubriaco ed è solito frequentare giri di accompagnatrici) ma in fondo gli vuole bene e sa che nel momento del bisogno c'è sempre per lei. Ha sviluppato una cotta per Hijikata ma questi, temendo la dura reazione di Matsudaira, ha eluso il corteggiamento della ragazza fingendo di essere un Principe Amanto del pianeta Mayo e di aver dovuto ritornare sul suo pianeta natale.

### Terada Tatsugorou
Terada Tatsugorou (寺田 辰五郎) era il poliziotto protettore di Kabukicho e il marito di Otose. Appare solo in alcuni flashback durante l'arco narrativo dei Quattro Deva, nei quali viene rivelato che era uno dei pochi in grado di competere con Jirochou nel combattimento e che era molto amato dalla popolazione del quartiere. Mentre Jirochou, per la sua posizione di capo della Yakuza, era considerato un vigilante, Tatsugoruo era invece considerato un eroe, ma entrambi lottavano per la stessa causa: tenere al sicuro Kabukicho. Insieme all'amico-rivale prese parte alla Guerra del Joui contro gli Amanto, sacrificandosi per salvare la vita a Jirochou prendendo una pallottola a lui destinata; dopo la sua morte Otose non si è più risposata, ed è sulla sua tomba che lei ha incontrato Gintoki; il giovane samurai ha promesso sulla tomba di Tastugorou che avrebbe protetto Kabukicho e Otose, e durante l'arco narrativo dei Quattro Deva ha utilizzato la sua spada e il suo jutte per combattere gli scherani della Principessa Pavone Kada.

### Shachi
Shaci (鯱), conosciuto anche come "Re dei Criminali" o "Shachi il Killer", è un ergastolano noto per aver compiuto efferatissimi crimini che vanno dal contrabbando all'omicidio, cosa che gli ha fatto guadagnare la condanna al carcere a vita. Di primo acchito appare come un uomo imponente, sadico e molto forte, in grado di tenere testa a più avversari contemporaneamente a mani nude; tuttavia nel corso della serie viene rivelato che in realtà, dietro la sua apparenza truce, nasconde un carattere timido e sensibile, facilmente manipolabile. Viene incontrato per la prima volta da Katsura nell'isola-prigione dove era stato rinchiuso, ed inizialmente il bandito gli era ostile, ma in seguito il Capo del Joui riuscì a manipolarlo e a portarlo dalla sua parte. Successivamente Shachi venne trasferito nel carcere di Edo su richiesta del Direttore, affinché lo liberasse di Gintoki, il quale era stato fatto incarcerare dallo stesso funzionario per un reato che non aveva commesso; tuttavia, come con Katsura, anche in questo caso Shachi viene conquistato dalla personalità di Gintoki e ne diventa un sottoposto, tanto da rivolgersi a lui con l'appellativo di "Aniki" (termine gergale che significa "fratellone", ma che viene spesso utilizzato dai membri della Yakuza per riferirsi ai propri superiori). In seguito, anche grazie a Gintoki, rivelerà la sua attitudine di mangaka, riscuotendo un discreto successo e arrivando a pentirsi della sua precedente vita da criminale.

### Obi Hajime
Obi Hajime (尾美一) era uno studente del dojo Koudokan gestito da Shimura Ken, padre di Tae e Shinpachi. Rivelatosi un eccellente spadaccino dello stile Kakido-Ryu, strinse un forte legame con i figli del suo maestro, tanto da essere considerato come un fratello maggiore da Shinpachi, mentre Otae s'invaghì di lui, anche se Obi non se ne accorse mai; fu lui ad insegnare ai due che piangere era inutile, poiché il dolore non sarebbe comunque diminuito, quindi tanto valeva ridere e sorridere alla vita. Divenuto maestro del dojo giovanissimo, venne deciso di inviarlo in un viaggio-studio nello spazio per migliorare le sue tecniche di spada, ma mentre Obi si trovava al Great Terminal ci fu un incidente e di lui si persero le tracce. Dopo anni riapparve a Edo, raccontando di essere stato teletrasportato sul pianeta laser, dove gli abitanti (molto simili a Yoda) lo curarono e gli insegnarono la scherma con le spade laser, dopodiché assunse il soprannome di Obi-One Kenofi viaggiando per la galassia e guadagnandosi il titolo di Laser Sword Master. Inizialmente sosteneva di essere tornato per aiutare Shinpachi e Otae a rimettere in piedi il dojo, tuttavia Gintoki e Gengai scoprirono che in realtà Obi era un cyborg, infiltrato dagli abitanti del pianeta Laser sulla Terra come arma di distruzione di massa, così da ricattare i terrestri per convincerli a ritirare la proposta di vietare la vendita dei cannoni laser (armi delle quali il Pianeta Laser era il maggiore produttore) nei territori della Federazione Galattica. Dopo un duro combattimento con Gintoki e grazie all'intervento dello stesso Shinpachi, la sua parte umana venne risvegliata e Obi decise di ribellarsi contro i suoi padroni sacrificandosi per salvare la Terra.

### Oiwa
Oiwa (お岩) è la proprietaria e locandiera della locanda Senboukyou, un centro termale in mezzo alle montagne dove gli spiriti erranti possono trovare accoglienza e ascendere in Paradiso. Rimasta orfana da bambina, a seguito dello shock per la perdita divenne in grado di vedere i fantasmi; in gioventù ebbe un amore non ricambiato per Terada Tatsugoruo, il quale scelse poi di sposare invece Otose, ma in seguito conobbe suo marito Tagosaku, assieme al quale si trasferì sulle montagne e aprì una locanda con bagni termali dove aiutare gli spiriti erranti a passare oltre.

### Oryou
Oryou (おりょう Oryō) è una collega ti Otae presso l'Hostess Bar Snack-Smile, ed è una ragazza dolce e amichevole, anche se non ha paura di esprimere sé stessa e non esita a ricorrere alla violenza per difendersi da clienti molesti. Sakamoto Tatsuma è follemente infatuato di lei, tanto che quando questi frequenta lo Snack-Smile le si lancia lascivamente addosso chiedendole di sposarlo, ma la ragazza ogni volta lo rifiuta, il più delle volte tirandogli dei violentissimi calci all'inguine per rendere più chiaro il concetto, anche se ciò non ha mai portato Sakamoto a desistere.

### Okita Mitsuba
Okita Mitsuba  (沖田 ミツバ) era la sorella maggiore di Sougo e vecchio interesse amoroso di Hijikata, morta alla fine dell'arco narrativo a lei dedicato a seguito di una malattia terminale. Caratterialmente Mitsuba era l'opposto del fratello minore, incarnando il modello della virtuosa donna giapponese, ed era l'unica persona al mondo alla quale Sougo fosse sinceramente affezionato e che potesse porre un freno al suo sconfinato sadismo, anche perché dopo la morte dei loro genitori fu lei ad allevarlo. Aveva una vera ossessione per i cibi piccanti, tanto da aggiungere enormi quantitativi di salsa tabasco a qualsiasi pietanza, similmente alla passione di Hijikata per la maionese. Nel periodo in cui il fratello era allievo nel dojo di campagna assieme a Kondo, Mitsuba si innamorò di Hijikata e si dichiarò a lui, ma l'uomo, pur essendo a sua volta innamorato di lei, la respinse sostenendo che a causa del suo lavoro non avrebbe mai potuto offrirle una vita felice; ciò fu la causa principale dell'odio di Sougo per il vice-comandante della Shinsengumi. Anni dopo Mitsuba si fidanzerà con un imprenditore di nome Kuraba Touma, ma durante l'arco narrativo Okita Mitsuba Arc viene rivelato che in realtà l'uomo, il quale intratteneva una serie di affari illeciti con le fazioni estremiste del Joui, ha cercato di sposare la donna unicamente per distogliere l'attenzione della Shinsengumi dai suoi affari poco puliti approfittando della parentela che avrebbe acquisito con Sougo.

### Pirako Doromizu
Doromizu Pirako (泥水 平子), conosciuta anche come Chin Pirako, è la giovane figlia del capo della Yakuza Jiroucho che appare nell'arco narrativo Four Devas Arc of Kabukicho nel ruolo di antagonista secondario. Giovane, coi capelli rossi e all'apparenza ingenuotta, ma assai esperta nelle arti marziali e nell'utilizzo della spada, inizialmente Pirako cerca di entrare a far parte della Yorozuya e di quella che chiama la "Fazione di Otose", tuttavia ben presto rivelerà che fa tutto parte di un piano per scatenare una guerra tra i Deva di Kabukicho e far ottenere a suo padre la supremazia sul quartiere; Jirochou infatti, assorbito dai suoi doveri di Capo della Yakuza, non è stato un padre molto presente per Pirako, la quale si era convinta che se fosse riuscita a far ottenere al padre il controllo d Kabukicho, eliminando gli altri Deva, questi avrebbe potuto ritirarsi e trascorrere del tempo con lei. Nel corso dell'arco narrativo si scoprirà che a sua volta Pirako è manipolata dalla Principessa Pavone Kada, la quale ha tentato di utilizzare il risentimento della ragazza per diventare la padrona del quartiere. Alla fine, grazie anche all'intervento di Gintoki, la Principessa Kada verrà sconfitta e Doromizu lascerà la guida della Yakuza al suo secondo Kurugoma Tatsuo, per ritirarsi in campagna con la figlia e cercare di recuperare il tempo perduto.

### Rotten Maizou
Rotten Maizou (舞蔵) è un fedele vassallo della Famiglia Tokugawa, oltre ad essere stato l'amante della cortigiana Suzuran, un tempo considerata la più bella donna di Yoshiwara. In gioventù era un fedelissimo servitore di Sada Sada Tokugawa, tanto che molti ritenevano che la posizione raggiunta dal suo signore fosse dovuta alla cieca fedeltà che Maizou riponeva in lui. Mentre era al servizio di Sada Sada, conobbe e s'innamorò di Suzuran la più bella cortigiana di Yoshiwara, la quale veniva sfruttata crudelmente da Sada Sada per le sue trame politiche, principalmente per attirare i suoi avversari in trappola e assassinarli; Maizou e Suzuran si scambiarono una promessa di amore eterno e progettarono di fuggire assieme da Yoshiwara, cementando la promessa annodandosi reciprocamente una ciocca dei capelli uno sulla mano dell'altro; tuttavia Sada Sada li scoprì e, dopo aver mozzato a Maizou il braccio della mano alla quale aveva annodato i capelli di Suzuran, costrinse l'uomo a servirlo negli anni successivi, minacciandolo di uccidere sia lui che Suzuran qualora fosse venuto meno ai suoi doveri di vassallo. Negli anni Maizou si è occupato della crescita sia di Shige Shige che di Soyo, tanto che i due si sono affezionati profondamente all'uomo fino al punto di chiamarlo "nonnino".